# Marco Polo
Marco Polo (ur. ok. 1254 w Wenecji, zm. 8 stycznia 1324 tamże) – wenecki kupiec i podróżnik. Wraz z ojcem i stryjem dotarł do Chin, przemierzając jedwabny szlak. Był on jednym z pierwszych przedstawicieli Zachodu, który dotarł do Państwa Środka. Jego podróże zostały spisane w książce znanej jako Opisanie świata przez Rustichella z Pizy w czasie, gdy Marco Polo przebywał w niewoli w Genui po przegranej bitwie morskiej między Republiką Wenecką a Republiką Genui. Obecnie Marco Polo jest uważany za jednego z największych podróżników, chociaż jemu współcześni uznawali go raczej za gawędziarza, a jego opowieści za fantastyczne. Pewne elementy jego relacji oraz brak bezpośrednich śladów jego obecności na dworze cesarskim w kronikach chińskich sprawiły jednak, że pojawiły się głosy powątpiewające w jego podróże.

## Poprzednicy Marco Polo

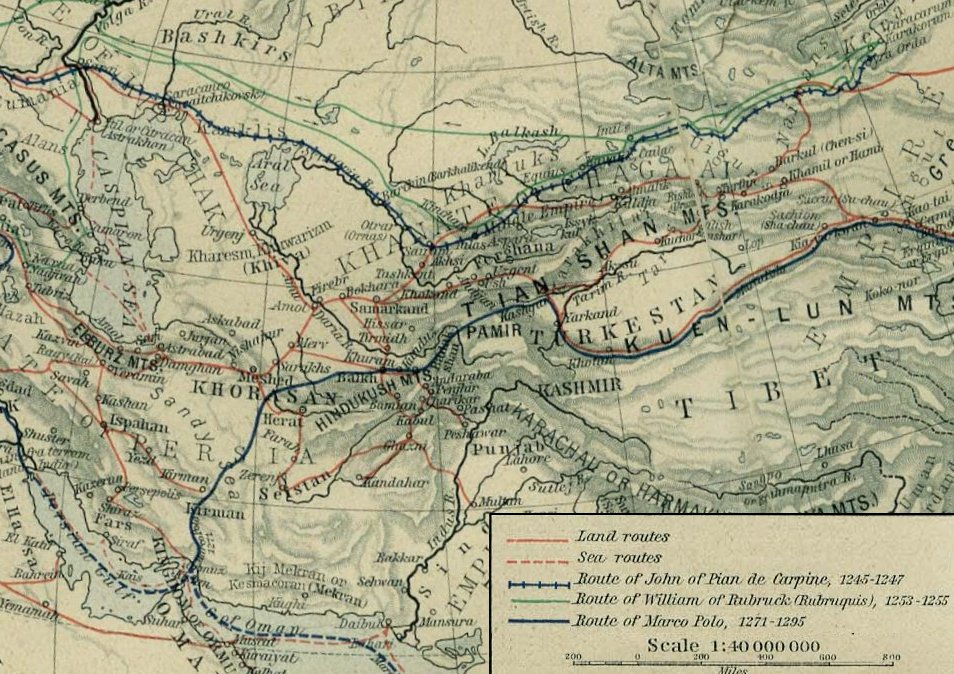
Szlaki handlowe w Azji Środkowej z przedstawieniem tras podróży Giovanno di Piano de Carpiniego, Wilhelma z Rubruk i Marco Polo

Chociaż Marco w swojej książce twierdzi, że z ojcem i stryjem byli pierwszymi Europejczykami, którzy zapuścili się tak daleko na wschód, nie odpowiada to prawdzie. Już w latach 1160–1173 rabin z Nawarry, Beniamin z Tudeli, odbył podróż do Bagdadu. W latach 1245–1247, na zlecenie papieża Innocentego IV, z misją ewangelizacyjną do stolicy Mongołów w Karakorum udali się dwaj franciszkanie Giovanni di Piano de Carpini i pochodzący z Polski Benedykt Polak. Di Piano w książce Liber Tartarorum zawarł dokładne opisy kraju i zwyczajów Mongołów. W XIII wieku imperium Mongołów odwiedzili też dwaj inni franciszkanie: Wilhelm z Rubruk i Bartłomiej z Cremony. Marco z pewnością nie czytał ich relacji przed wyruszeniem do Chin, ale być może czerpał z nich pewne elementy, dyktując swoje wspomnienia Rustichellemu. Być może Marco Polo spotkał się również z relacjami dotyczącymi podróży Bara Saumy, wielkiego podróżnika, nestoriańskiego mnicha i dyplomaty.

## Podróż ojca i stryja Marco Polo
Wielka podróż Marco Polo do Chin nie byłaby możliwa bez wcześniejszej ekspedycji do tego kraju, jaką przedsięwzięli jego ojciec Niccolò i stryj Maffeo, dwaj kupcy weneccy, utrzymujący szerokie kontakty handlowe z krajami Wschodu.

### Z Wenecji przez Konstantynopol i ziemie Złotej Ordy do Buchary

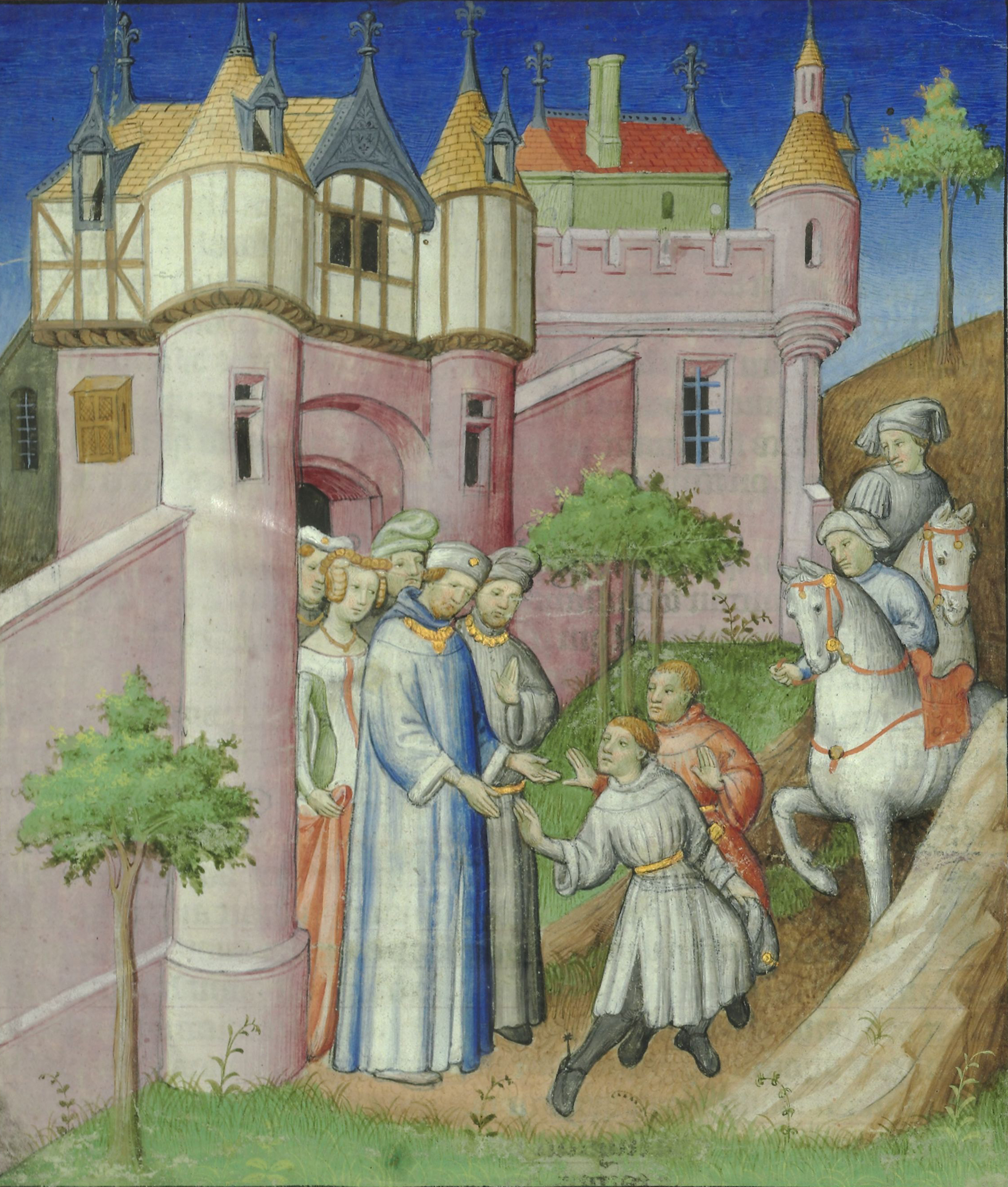
Niccolò i Maffeo Polo wyruszają z Konstantynopola na wschód w 1259

W 1253 r. kilka miesięcy przed narodzinami Marco, Niccolò i Maffeo wyruszyli na Wschód. Pierwszym etapem ich podróży był Konstantynopol, gdzie pozostali przez sześć lat, zarządzając faktorią swojego rodu i prowadząc handel z innymi kupcami, przede wszystkim z krajów wschodnich. Pogarszająca się sytuacja polityczna i finansowa miasta skłoniła ich do przeniesienia się do Sudaku na Krymie, gdzie znajdowała się inna placówka rodu Polo. Interesy nie szły im tam dobrze i bracia chcieli powrócić do domu do Wenecji. Z powodu plagi rabusiów na drogach i piratów na morzach podróż była jednak zbyt niebezpieczna. Zamiast wracać na zachód, w 1261 r. postanowili więc udać się jeszcze dalej na wschód.

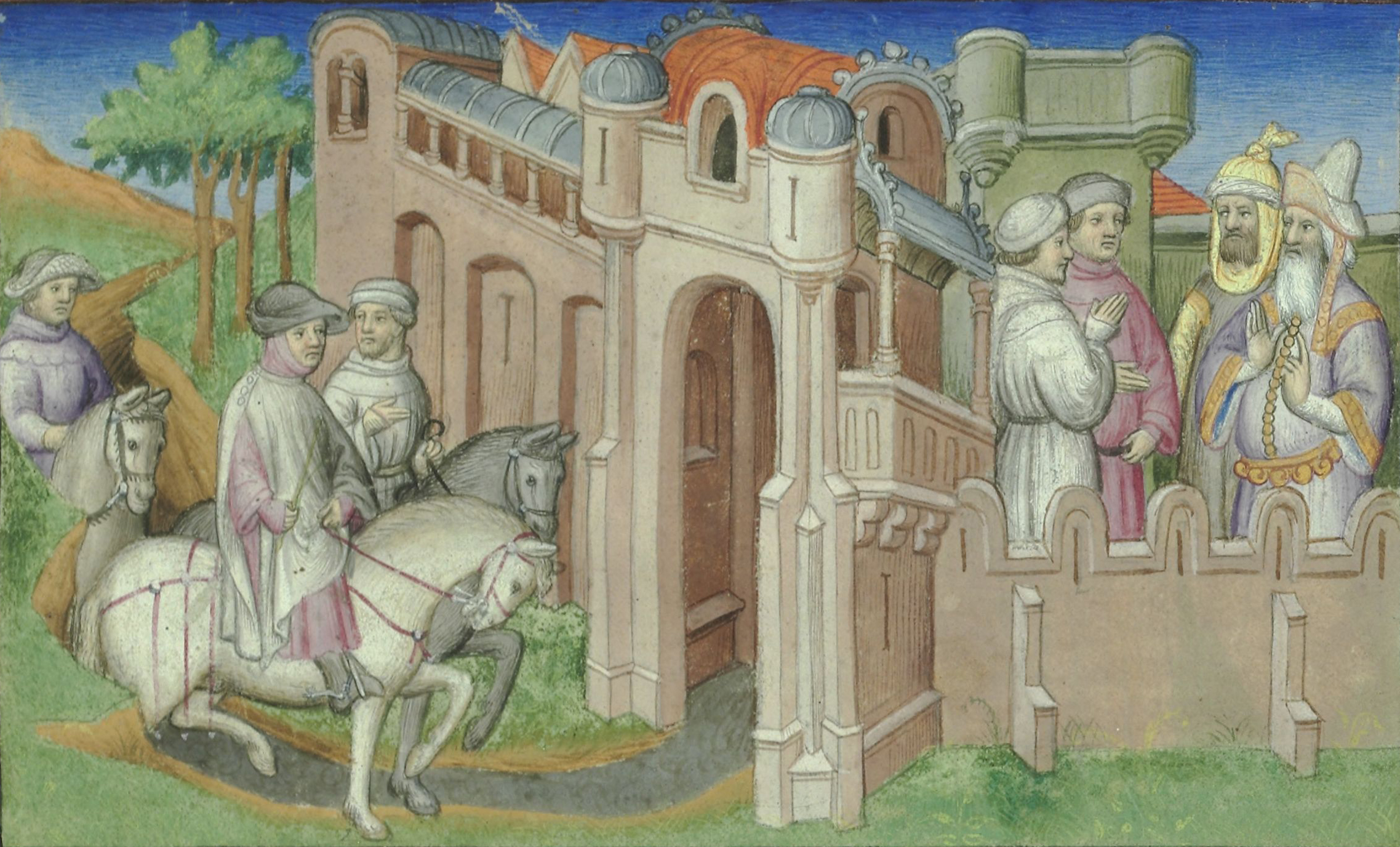
Nicolò i Maffeo w Bucharze. Z prawej poseł chana Hulagu, który zaprosił ich, aby udali się z nim na dwór Kubilaj-chana

W podróży tej Niccolò i Maffeo Polo trafili najpierw na dwór Berke-chana, wnuka Czyngis-chana, władcy Złotej Ordy, w Saraju nad Wołgą. Przebywali tam przez rok, przypuszczalnie zajmując się handlem. Kiedy w końcu zapragnęli wrócić do domu, nie mogli wracać trasą, którą przybyli, ponieważ doszło do wojny pomiędzy Berke-chanem a innym wnukiem Czyngis-chana, Hulagu, i drogi stały się niebezpieczne. Aby powrócić do Konstantynopola, postanowili więc okrążyć ziemie Złotej Ordy, co oznaczało podróż przez stepy i pustynie obecnych Kazachstanu, Uzbekistanu i Turkmenistanu. Kiedy dotarli do Buchary w dzisiejszym Uzbekistanie, okazało się, że z powodu walk plemiennych lokalne szlaki handlowe są nieprzejezdne, co zmusiło ich do zatrzymania się w tym mieście na trzy lata.
Ich plany uległy zmianie, kiedy w Bucharze spotkali niewymienionego z imienia posła chana Hulagu (rządzącego podbitą przez Mongołów Persją, dzisiejszym Iranem), który podróżował z misją na Wschód do Kubilaj-chana, władcy Chin i „naczelnego wodza wszystkich Mongołów”. Poseł ten zaproponował im, aby udali się wraz z nim na dwór wielkiego chana. Ponieważ szanse Niccolò i Maffeo powrotu do Europy były wtedy niewielkie, bracia wyruszyli razem z posłem jedwabnym szlakiem na Wschód.

### Wizyta uKubilaj-chana

Rozwój imperium mongolskiego i późniejszy podział na chanaty

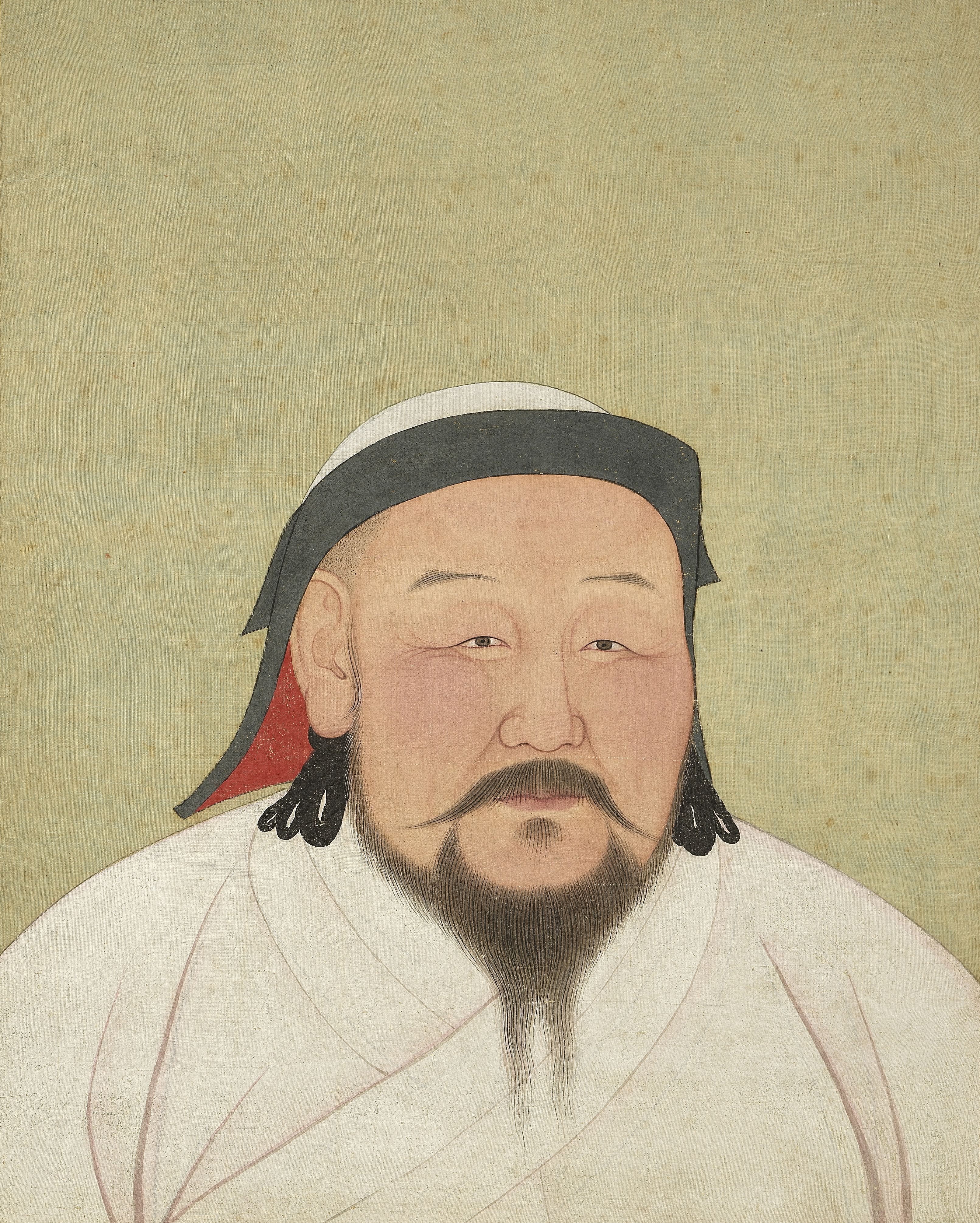
Kubilaj-chan

Po rocznej podróży Niccolò i Maffeo zimą 1266 r. dotarli wreszcie na dwór Kubilaj-chana, prawdopodobnie w Chanbałyku, dzisiejszym Pekinie. Chiny były wtedy w większej części już opanowane przez Mongołów; rozpoczęty przez Czyngis-chana podbój został później dokończony przez jego wnuka Kubilaja. Kubilaj-chan był bardzo zainteresowany nowymi przybyszami, szczegółowo wypytywał ich o sprawy krajów Europy Zachodniej, papieża i chrześcijaństwo. Kiedy poznał ich bliżej, postanowił powierzyć im oficjalną misję do papieża. W piśmie skierowanym do władcy kościoła Kubilaj-chan prosił o przysłanie stu uczonych, znających teologię i siedem sztuk wyzwolonych, gotowych do nawracania Mongołów, a także trochę oleju z lampy palącej się nad grobem Jezusa w Jerozolimie. Jako gwarancję bezpiecznego przejazdu Kubilaj oferował im złotą tabliczkę z wyrytą pieczęcią i podpisem, tak zwaną pajdzę, rodzaj listu żelaznego, zapewniającą podróżnym nietykalność osobistą i pomoc lokalnych władców, podlegających chanowi. Dzięki niej Niccolò i Maffeo szczęśliwie powrócili na wybrzeże Morza Śródziemnego. Drogą lądową dotarli do portu Lajas w Armenii Mniejszej (obecnie Yumurtalik w Turcji, nad Zatoką Aleksandretty), a stamtąd statkiem do Akki, dokąd przybyli w 1269.

### Powrót Niccolò i Maffeo do Wenecji
W Akce, wówczas stolicy założonego przez krzyżowców, chylącego się już ku upadkowi Królestwa Jerozolimskiego, okazało się, że papież Klemens IV zmarł kilka miesięcy wcześniej, 29 listopada 1268. Bracia Polo udali się więc do rezydującego tam legata papieskiego Teobaldo Viscontiego, któremu opowiedzieli całą historię. Ten poradził im, aby zaczekali na wybór następnego papieża, bracia postanowili jednak – po szesnastu latach podróżowania – powrócić do Wenecji. W domu dowiedzieli się, że tymczasem zmarła żona Niccolò, zostawiając mu piętnastoletniego syna – Marca.

## Podróż Marco Polo do Chin
Po dwóch latach i dwóch miesiącach czekania na wybór nowego papieża Niccolò i Maffeo postanowili powrócić na dwór wielkiego chana, zabierając z sobą siedemnastoletniego Marco.

### Z Wenecji do Akki. Początek podróży do Chin

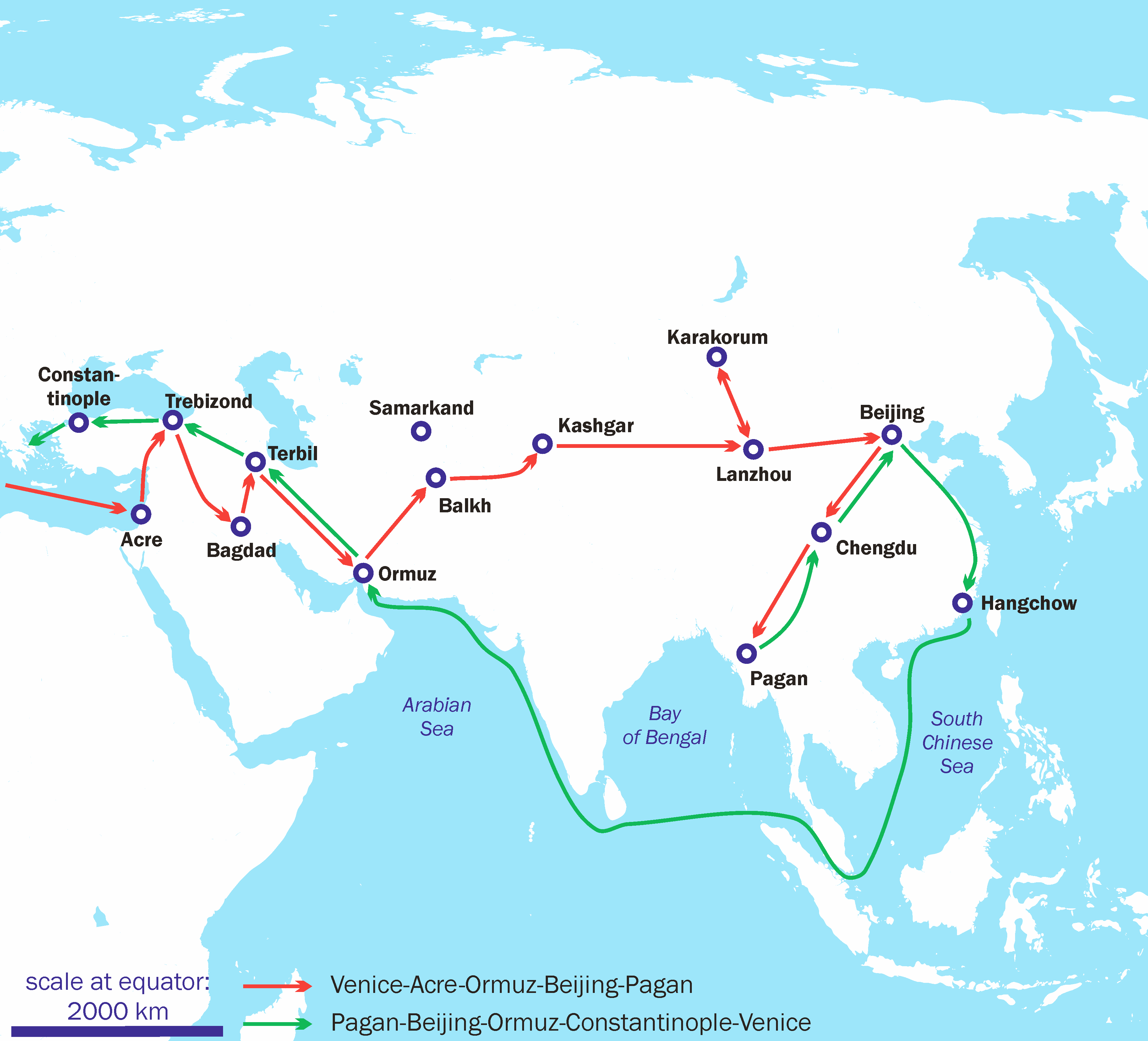
Trasa podróży Marco Polo

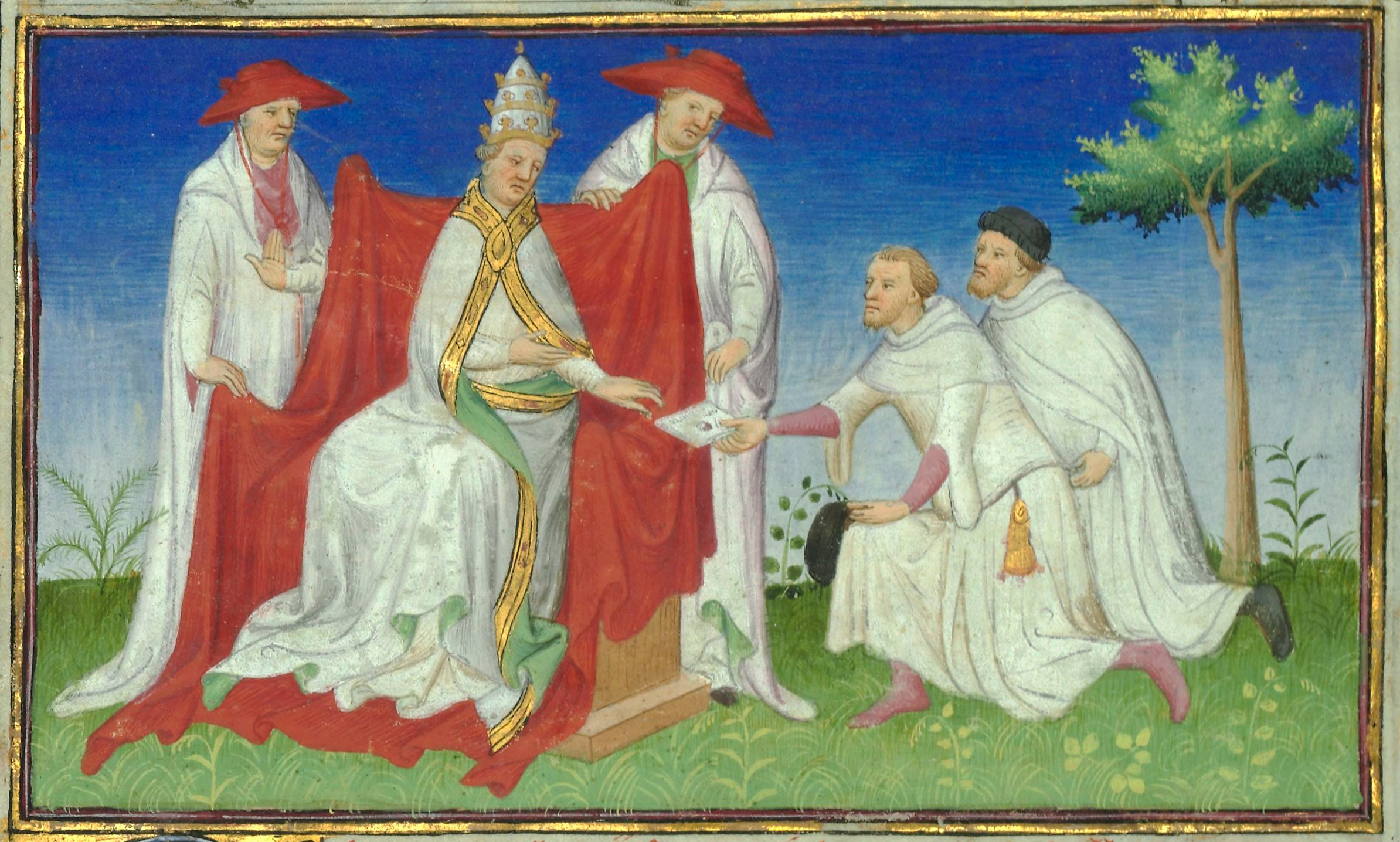
Niccolò i Maffeo Polo przekazują papieżowi Grzegorzowi X listy od Kubilaj-chana w 1271

Niccolò, Maffeo i Marco opuścili Wenecję wiosną 1271 r., płynąc do Akki. Kardynałowie na konklawe wciąż nie byli w stanie wybrać nowego papieża, wenecjanie uprosili więc legata Teobalda Viscontiego, aby ten wystawił im dla Kubilaj-chana pismo zaświadczające, że mimo ich starań nie zdołali opowiedzieć papieżowi o spotkaniu z wielkim chanem, i zdecydowali udać się w drogę do Chin bez spełnienia pierwszej prośby Kubilaj-chana. Wcześniej, spełniając drugą jego prośbę, zakupili trochę oleju z Grobu Pańskiego w Jerozolimie. Ledwie rozpoczętą podróż musieli przerwać w porcie Lajas, kiedy dowiedzieli się, że w państwie mongolskim wybuchła rebelia i że Mongołowie zaczęli niszczyć wszystkie drogi. Dzięki temu opóźnieniu podróżnicy mogli jednak jeszcze odebrać ważną wiadomość: 1 września 1271, po 34 miesiącach trwania konklawe (najdłuższego w historii Kościoła), kardynałowie wybrali papieża, a został nim legat z Akki – Teobaldo Visconti – który przybrał imię Grzegorza X. Nowo wybrany papież wezwał Niccolò, Maffeo i Marco z powrotem do Akki. W ich podróży Grzegorz X widział teraz idealną okazję do rozpropagowania chrześcijaństwa w Chinach. Przydał mu do towarzystwa w podróży dwóch zakonników – Nicolę z Vicenzy i Guilielme’a z Trypolisu – którzy mieli bardzo szerokie uprawnienia (łącznie z mianowaniem biskupów na nowych terenach misyjnych), dał im też wiele klejnotów i darów dla wielkiego chana. Nicola i Guilielme z obawy o własne życie wycofali się już na pierwszym etapie podróży w Armenii, kiedy rozgniewany na podróżników sułtan Bajbars zagroził, że ich uwięzi lub jeszcze srożej ukarze; Marco z ojcem i stryjem kontynuowali jednak wyprawę. Niccolò i Maffeo czuli się teraz o wiele bezpieczniejsi niż podczas pierwszej podróży – znali język mongolski i zwyczaje Mongołów, mieli pisma od papieża i przede wszystkim pajdzę od Kubilaj-chana, która dawała im ochronę. Byli też kupcami i z pewnością obiecywali sobie wielkie zyski z wyprawy do Chin.

### Z Armenii do Afganistanu

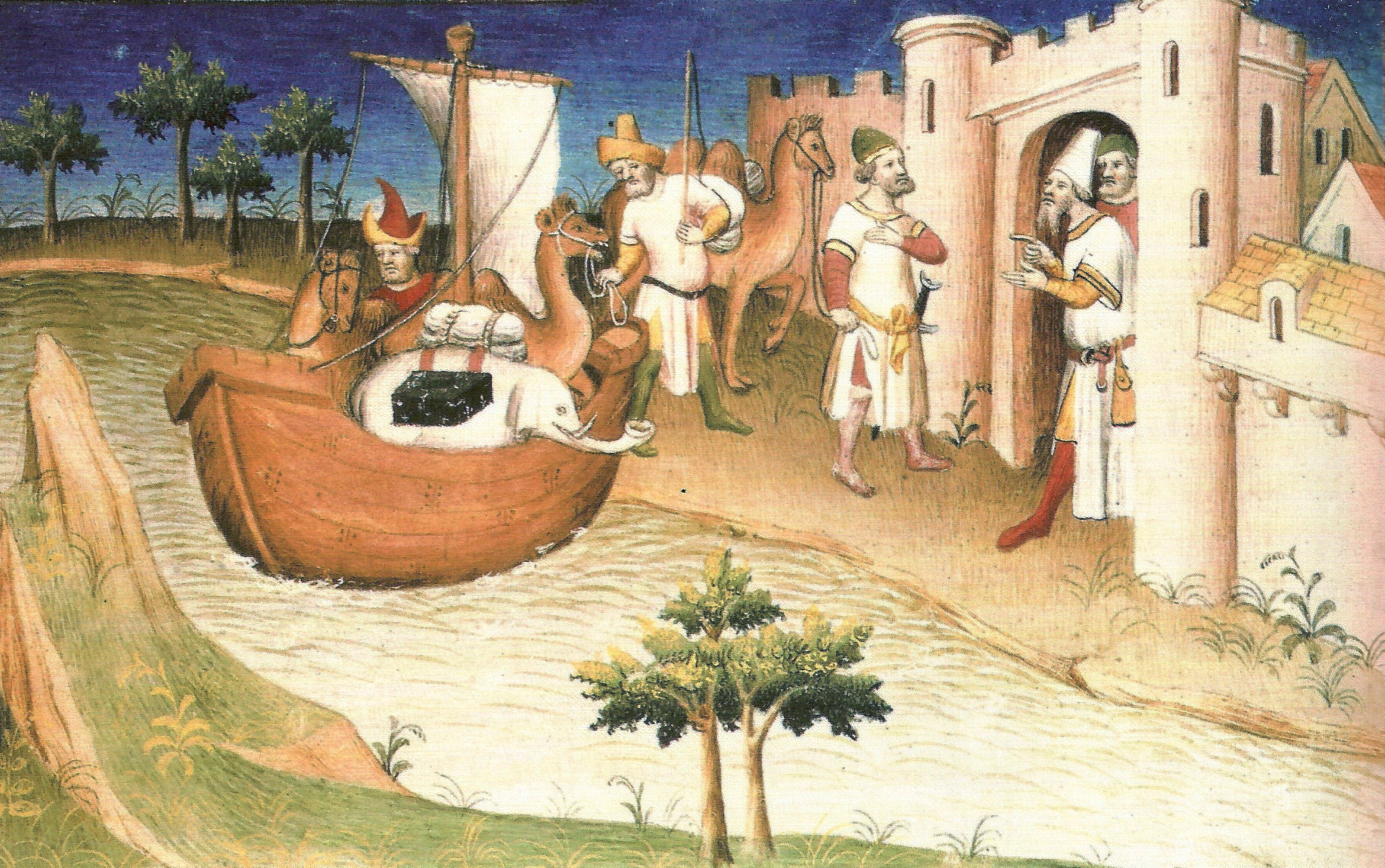
Niccolò, Maffeo i Marco Polo przybywają do Ormuzu

Niccolò, Maffeo i Marco planowali z Armenii dotrzeć drogą lądową do portu Ormuz nad cieśniną o tej samej nazwie, łączącą Zatokę Perską z Oceanem Indyjskim, i stamtąd kontynuować podróż morzem. Przemierzając Armenię, przejeżdżali również obok góry Ararat, na której Marco usiłował dojrzeć Arkę Noego. Ich następne etapy podróży to Mosul, gdzie Marco po raz pierwszy zetknął się z wyznawcami odłamu chrześcijaństwa – nestorianami – których później spotkał również w Chinach, Tebryz, żywy ośrodek handlowy, Kerman, słynący z rękodzieła i perskich dywanów, wreszcie Ormuz.

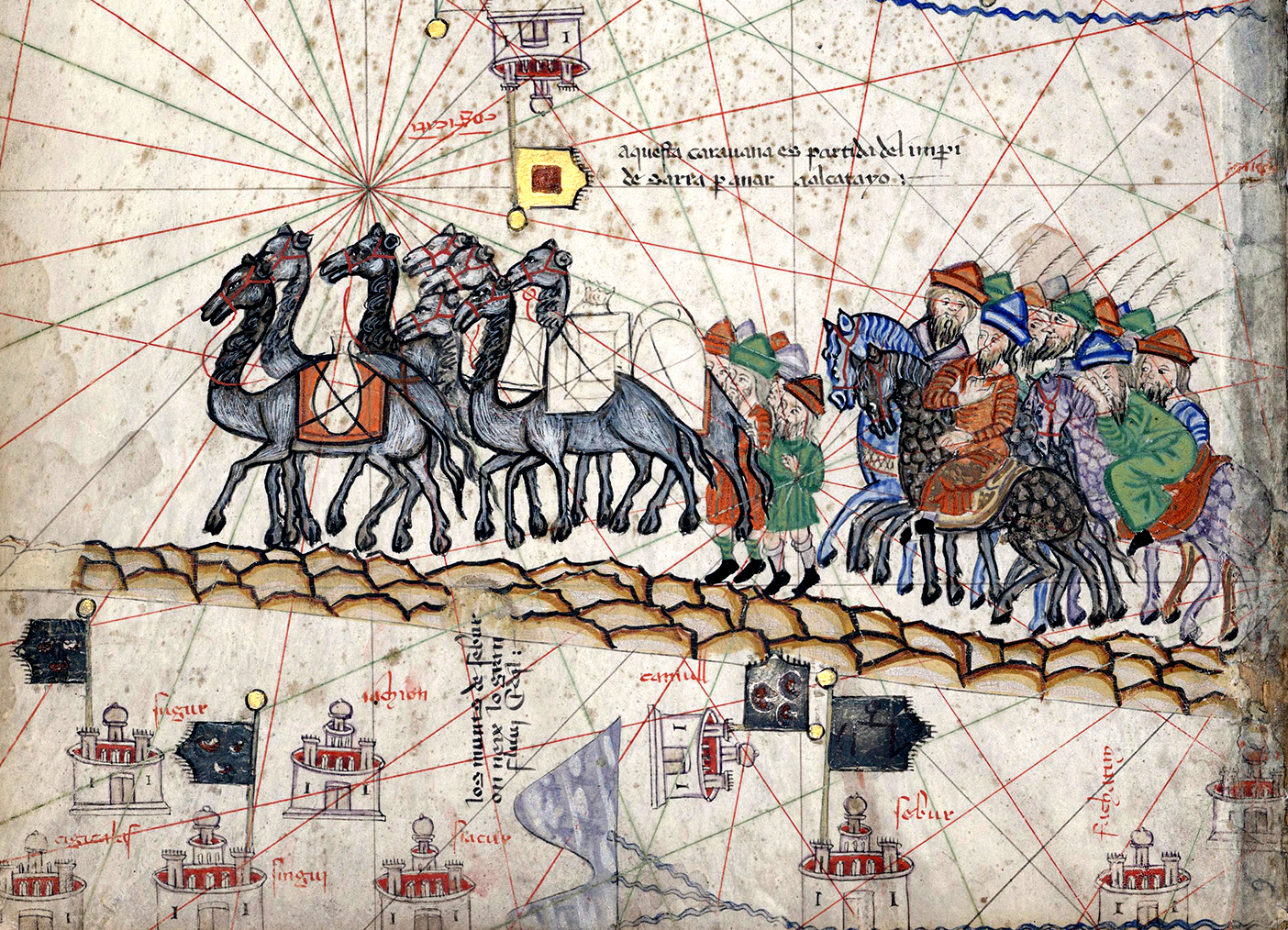
Podróż Marco Polo karawaną przez Azję

Plany podróżników pożeglowania z Ormuzu do Indii i stamtąd udania się do Chin uległy zmianie, kiedy zobaczyli, jak kiepskiej jakości są tamtejsze statki. Zdecydowali kontynuować podróż lądem.
Czekała ich teraz ciężka przeprawa przez pustynię Iranu, którą pomyślnie pokonali dzięki dwugarbnym wielbłądom baktrianom. Zagrażała im też muzułmańska sekta nizarytów, nazywanych też asasynami. Choć ich twierdza Alamut, bardziej znana jako „Orle Gniazdo”, została zdobyta przez Mongołów w 1256 r., asasyni, ukryci w górach, wciąż stanowili zagrożenie dla miejscowej ludności i podróżników. Relacja Marco Polo w dużym stopniu przyczyniła się do ugruntowania złej sławy tej sekty w Europie, byli oni jednak postrzegani jako groźni i tajemniczy heretycy również przez samych muzułmanów. Wreszcie podróżni wkroczyli na tereny obecnego Afganistanu, którego jeszcze do niedawna najświetniejszym miastem było Balch, starożytna Baktra, stolica Baktrii. Balch został zniszczony przez Mongołów w 1220 r. i Marco mógł opisać tylko jego ruiny, wciąż jednak miasto stanowiło bramę do Jedwabnego Szlaku.

### Z Afganistanu na dwór wielkiego chana

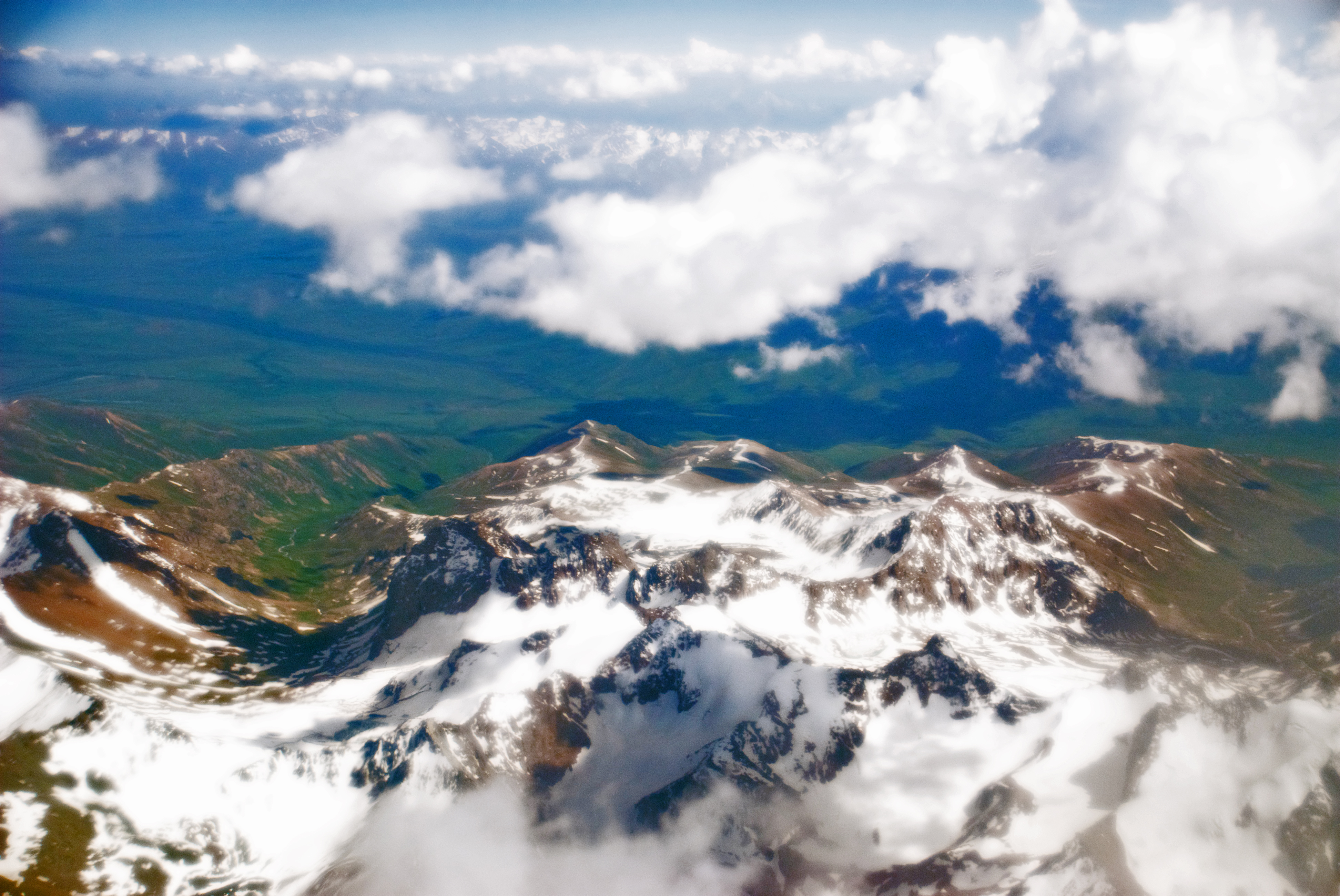
Góry Pamir, które Niccolò, Maffeo i Marco Polo musieli pokonać w drodze do Chin

Z Balch Niccolò, Maffeo i Marco udali się w dalszą drogę do Chin. Podróżowali w karawanie, razem z innymi kupcami, nocując w karawanserajach. W Badachszanie, leżącym również w obecnym Afganistanie, podróżnicy prawdopodobnie mieli okazję nabyć rubiny, szafiry i lapis lazuli, z których wydobycia słynęła kraina. W swoich wspomnieniach Marco napomknął też, że w Badachszanie musiał zatrzymać się na rok z powodu choroby (być może malarii), nie podał jednak żadnych tego szczegółów. Kiedy dzięki sprzyjającemu klimatowi Badachszanu wreszcie wyzdrowiał, w 1273 r. ponownie ruszyli w podróż. Po dotarciu do zależnej od Badachszanu prowincji Wachan (nazwa pochodzi od rzeki o tej samej nazwie) podróżnicy musieli pokonać góry Pamir, wspinając się stromym szlakiem na przełęcz Terak. Była to najwyżej położona kraina (4.000 m n.p.m.), przez którą przejeżdżali. Z powodu rozrzedzonego powietrza trudności sprawiało nawet oddychanie, Marco zauważył też zupełny brak latających ptaków. Tereny te były dzikie, przez kilkadziesiąt dni podróżnikom doskwierały zimno i głód; wreszcie dotarli do miasta Hotan na zachodnim skraju pustyni Takla Makan, w obecnym regionie autonomicznym Sinciang. W Hotanie Marco miał okazję po raz pierwszy bliżej zapoznać się z buddyzmem, który później coraz bardziej go fascynował. Po uzupełnieniu zapasów podróżnicy przez surowy krajobraz Wielkiego Stepu ruszyli dalej na wschód. Na pustyni Takla Makan Marco przeżył zjawisko akustycznej fatamorgany (słyszał „głosy złośliwych duchów”, muzykę, szczęk oręża), fenomenu spowodowanego działaniem wiatru na wydmach. Po obejściu pustyni jej południowym skrajem Marco z towarzyszami dotarli do prowincji Tangut (obecnie Gansu), żywego ośrodka buddyzmu, gdzie znowu mieli okazję dokładnie zapoznać się z tą religią. Marco dokładnie opisał wielkie klasztory, życie mnichów, zwyczaje pogrzebowe, ale też życie seksualne miejscowej ludności, np. zwyczaj udostępniania gościom na noc żon i córek przez gospodarzy w sąsiadującym z Tangutem Komulu (obecnie Hami). Za Komulem podróżnicy po raz pierwszy zobaczyli azbest. Materiał ten, wówczas prawie nieznany na Zachodzie, w Chinach był bardzo ceniony, wykonywano z niego tkaniny, m.in. całuny dla królów. Przed ostatnim etapem podróży wenecjanie zatrzymali się jeszcze na rok w mieście Zhangye (nie wiadomo, co robili w tym czasie), po czym wyruszyli na dwór wielkiego chana, gdzie przybyli prawdopodobnie w 1275.

## Pobyt Marco Polo w Chinach

### Przybycie na dwór Kubilaj-chana

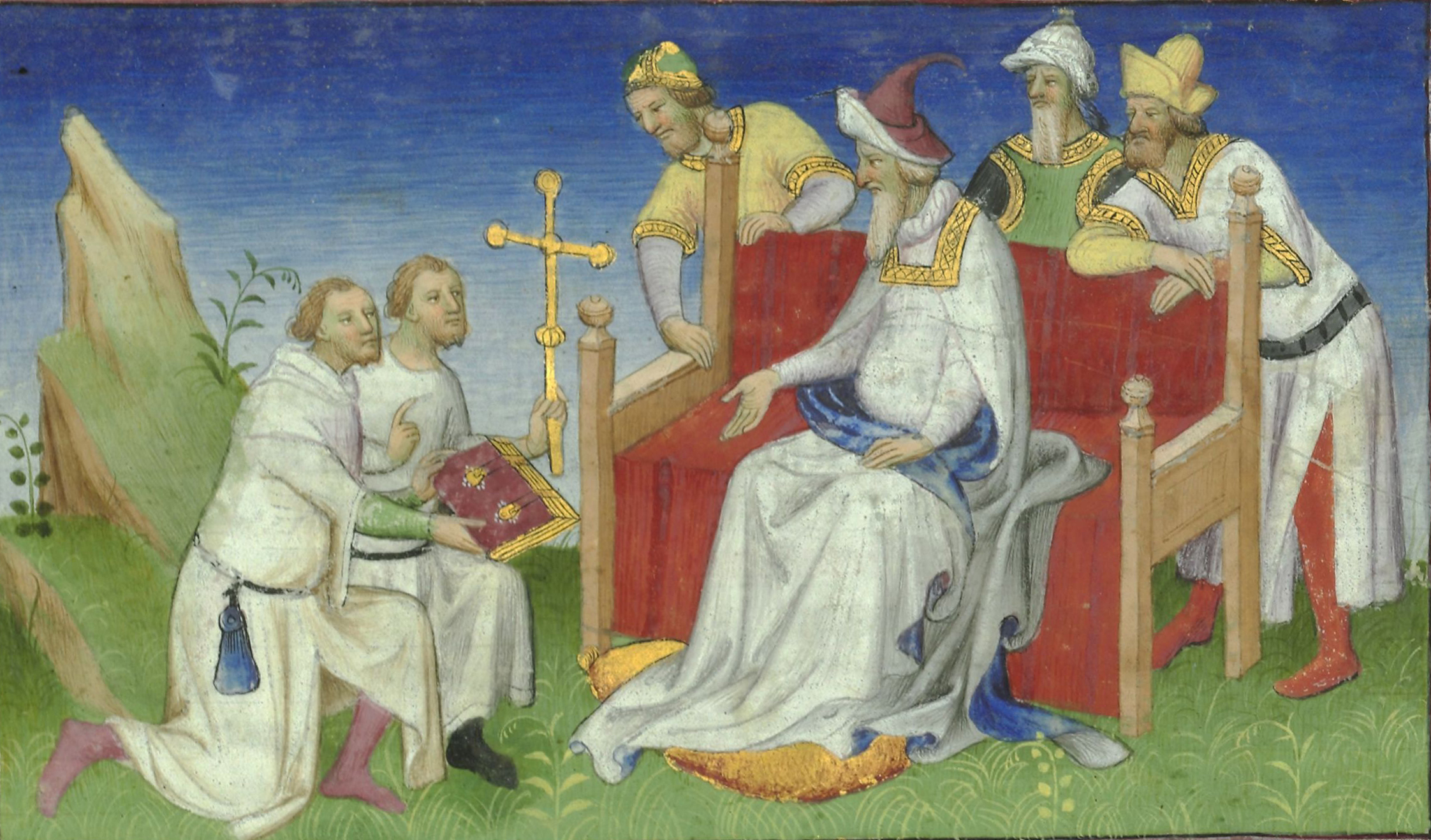
Bracia Polo przybywają do Kubilaj-chana z prezentami od papieża Grzegorza X

Nie jest pewne, gdzie doszło do przyjęcia Marco przez władcę imperium Mongołów, Kubilaj-chana (Marco nie podaje nazwy miasta). Przypuszczalnie był to Pekin (ówczesny Chanbałyk), do którego Kubilaj przeniósł stolicę państwa z Karakorum w 1267 r. Mogła to jednak być też jego letnia rezydencja w Shangdu, na północ od Pekinu, w pobliżu dzisiejszego miasta Duolun w Mongolii Wewnętrznej. Kubilaj-chan mieszkał w niej od czerwca do sierpnia. Znajdujący się tam pałac letni chana był wykonany z trzciny i – jak mongolską jurtę – można go było łatwo złożyć i rozłożyć.
Jak pisze Marco, natychmiast po przybyciu on, Niccolò i Maffeo udali się do pałacu Kubilaj-chana, któremu wręczyli papieskie dokumenty i święty olej z Grobu Pańskiego. Następnie ojciec i stryj przedstawili młodego Marco i oferowali go chanowi na służbę. Kubilaj przyjął Marco z zadowoleniem, mówiąc: Jest tutaj mile widziany i bardzo mnie to raduje.
Pobyt Niccolò, Maffeo i Marco Polo w Chinach trwał siedemnaście lat. W tym czasie Marco zdołał zaskarbić sobie przychylność i zaufanie Kubilaj-chana. Dzięki temu poznał dokładnie nie tylko Chiny, ale i inne kraje Azji, do których chan wysyłał go jako swojego emisariusza. Kubilaj w zarządzaniu swoim imperium często polegał na cudzoziemcach (Persach, Arabach i przedstawicielach innych nacji), nie ufając Chińczykom, którzy pod względem liczebności populacji mieli ogromną przewagę nad Mongołami. Kubilaj nie mógł też całkowicie polegać na Mongołach. Po śmierci Czyngis-chana imperium mongolskie rozpadło się na kilka chanatów, które choć tytularnie uznawały władzę wielkiego chana, z reguły prowadziły własną politykę i często zwracały się przeciwko niemu. Historia imperium obfitowała w wojny domowe i spiski pałacowe, cudzoziemcom Kubilaj mógł więc często ufać bardziej niż Mongołom i Chińczykom. Kubilaj był też otwarty na inne kultury, okazywał tolerancję dla innych religii (buddyzmu, taoizmu, islamu, chrześcijaństwa). Pozytywną rolę odgrywała tu jego główna żona Czabi, dzięki radom której Kubilaj potrafił unikać większych konfliktów ze swoimi mówiącymi wieloma językami i wyznającymi wiele religii poddanymi.

### Podróże Marco Polo po Chinach
W administracji chana Marco udało się zająć szczególną pozycję jako jego zaufany emisariusz. Pierwszą jego misją była podróż do południowochińskiej prowincji Karadżanu (turecka nazwa Junnanu), sześć miesięcy drogi z Pekinu (Marco nie określa bliżej, w jakim celu tam pojechał). Wiedząc, że Kubilaj interesuje się wszystkim, Marco sporządzał szczegółowe notatki z podróży i później zreferował je chanowi.
Zadowolony z usług Marco Kubilaj-chan zaczął zlecać mu też inne misje w różnych częściach swojego państwa, przede wszystkim egzekwowania podatków i zbierania informacji o często jeszcze niezbadanych zakątkach imperium. Od tego momentu relacja Marco staje się opowieścią o różnych miastach i prowincjach imperium, które odwiedził podczas swojego pobytu w Chinach. W podróżach tych nie brali udziału ojciec i stryj, którzy pozostali w Pekinie, choć nie wiadomo, czym się zajmowali.

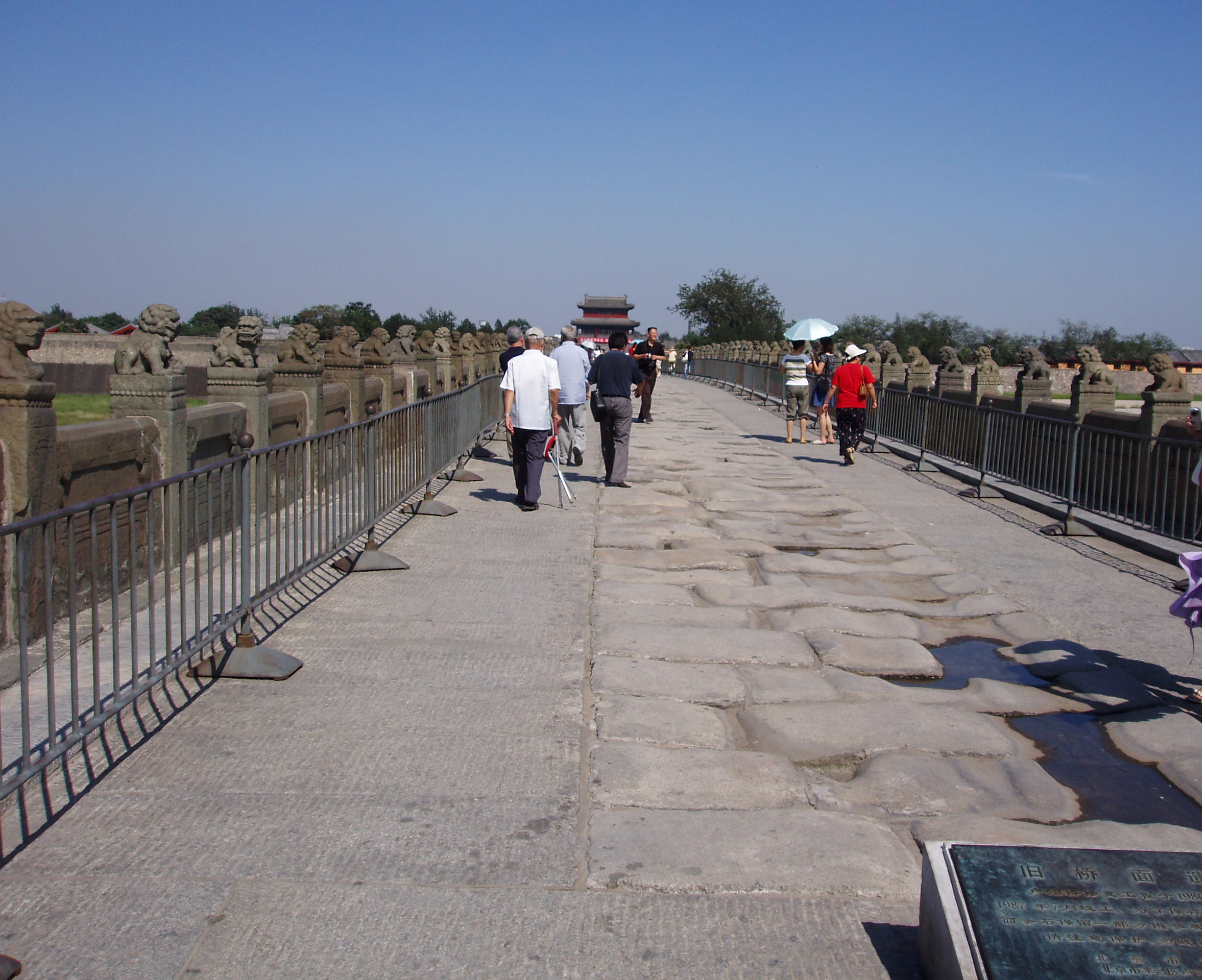
Most Marco Polo w Pekinie

Wyruszając w drogę z Pekinu, Marco przechodził po opisanym przez siebie kamiennym moście, do dzisiaj zachowanym i noszącym obecnie imię Marco Polo (zob. incydent na moście Marco Polo).
Dokładna trasa podróży po Chinach jest trudna do określenia, ponieważ pisał częściowo o krajach, które do tej pory były w ogóle nieznane Europejczykom. Zgodnie z przyjętym przez Mongołów nazewnictwem Marco rozróżniał pomiędzy Katajem (północnymi Chinami), a Manzi, mieszkańcami południowych prowincji tego kraju, którymi Mongołowie pogardzali. Często trudno jest zidentyfikować miasta i krainy, które opisywał. I tak, pisząc o podróży do „Tybetu”, miał na myśli prawdopodobnie południowe prowincje Chin (Junnan) oraz Birmę i Wietnam. W swojej relacji zwraca uwagę na wielkie zniszczenia tej krainy, których dokonał Mongke, brat Kubilaja, pisze o południowochińskich astrologach i czarodziejach, opisuje panującą tam rozwiązłość seksualną. Opisuje też praktyki, które w ówczesnej Europie były nieznane lub prawie nieznane, jak tatuaż i kuwadę (przeżywanie przez mężczyzn połogu wspólnie z ich żonami). W podróżach do tych krain zagrażały mu też dzikie zwierzęta – tygrysy (które nazywał „lwami”) i „wielkie żmije” żyjące w wodzie (zapewne krokodyle).

### Pobyt w Hangzhou

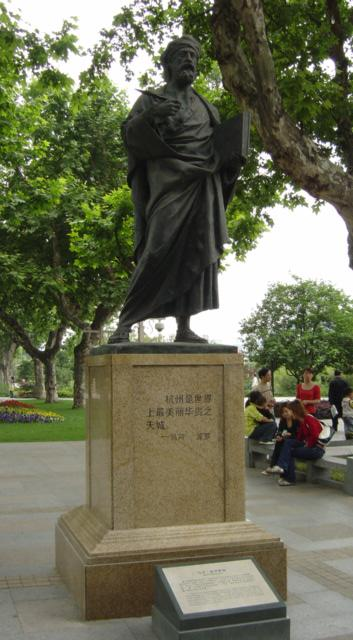
Pomnik Marco Polo w Hangzhou

Najwięcej miejsca w swoim opisie Chin Marco poświęcił miastu nazywanemu przez niego Kinsaj (obecnie Hangzhou). Marco uznał je za najwspanialsze miasto na świecie; rzeczywiście było to największe (w czasach Marco liczyło półtora miliona mieszkańców) i najbardziej rozwinięte cywilizacyjnie miasto w ówczesnych Chinach, niezniszczone przez Mongołów. Przed podbojem mongolskim w 1279 r. było stolicą dynastii Song i siedzibą dworu ostatniego przed zdobyciem kraju przez Mongołów cesarza Chin (którego Marco nazywa zapożyczonym z perskiego tytułem fakfur, uważając to błędnie za imię własne). Kiedy Marco Polo przybył do miasta, jego świetność z czasów cesarskich w większości była jeszcze zachowana. Marco pracował w Hangzhou prawdopodobnie jako poborca podatkowy i miał okazję dokładnie poznać jego architekturę, codzienną pracę i zwyczaje mieszkańców, życie kulturalne miasta (czytanie, pisanie utworów literackich), architekturę ogrodów, Jezioro Zachodnie, na którym mieszkańcy wypoczywali, pływając łodziami, a także Wielki Kanał o długości 1800 km łączący miasto z Pekinem (do dzisiaj funkcjonujący).

### Opisy różnych wyznań w państwie Mongołów
Podczas swoich podróży po Chinach i innych krajach Marco miał też okazję spotykać się z różnymi religiami. Buddystów (których nazywał bałwochwalcami) poznał już w drodze do Chin w Hotanie i innych miastach na Wielkim Stepie. Najwięcej uwagi poświęcił im, pisząc o swoim późniejszym poselstwie do Indii, gdzie odczuł już zupełną fascynację tą religią. Marco nazywał Buddę imieniem Sagamoni Burcan (od sanskryckiego Šakjamuni – święty mędrzec z królewskiego rodu Śakjów – i mongolskiego burkan – bóg, święty). W swojej relacji z podróży do Indii opisał życie Buddy, twierdząc, że gdyby [ten] był chrześcijaninem, byłby wielkim świętym wraz z naszym Panem Jezusem Chrystusem, a to z powodu dobrego i czystego życia, jakie prowadził.
W imperium Kubilaj-chana dużą rolę odgrywali też „Saraceni”, czyli muzułmanie, którym wielki chan początkowo często powierzał ważne urzędy. W swoich wspomnieniach Marco opisał między innymi historię potężnego dostojnika Ahmeda, kierującego sprawami politycznymi, gospodarczymi i finansowymi państwa Mongołów, zamordowanego w końcu przez chińskich spiskowców. Kiedy po jego śmierci wyszły na jaw machinacje Ahmeda, Kubilaj znacznie ograniczył rolę muzułmanów w swoim państwie.
Niedaleko miasta Fuzhou (przez Marco nazywanego Fudżu) spotkał też żyjących w ukryciu chrześcijan, którzy podobno mieszkali tam od VI w. Marco zachęcił ich, aby ujawnili się i udali się przed oblicze Kubilaj-chana, który zaakceptował ich i nie pozwolił buddystom wcielić ich do własnej społeczności.

## Opisy innych krajów we wspomnieniach Marco Polo

### Japonia

Japończycy odpierają atak mongolskich najeźdźców

Marco Polo był pierwszym Europejczykiem, który przekazał informacje o Japonii, nazywanej przez niego Zipingu, choć prawdopodobnie nigdy nie odwiedził tego kraju osobiście. Szczegółowo opisał za to zakończone klęską najeźdźców próby podporządkowania sobie Japonii przez Mongołów, począwszy od pierwszej nieudanej próby inwazji na wyspę Kiusiu w 1274 r. do najbardziej znanej próby zdobycia Japonii w 1281 r., kiedy to mongolską flotę zdziesiątkował tajfun Kamikaze (Boski Wiatr). Przez kilka stuleci Marco Polo był dla Europejczyków jedynym źródłem historycznym o tych wydarzeniach.

### Jawa
Kolejną ekspedycją wojskową Kubilaj-chana poza granicami jego imperium była próba podbicia Jawy, również szczegółowo opisana przez Marco. Podobnie jak wyprawa do Japonii, próba inwazji na Jawę w 1292 r. też zakończyła się niepowodzeniem, a Marco był pierwszym Europejczykiem, który szczegółowo opisał wyprawę, jak i sam kraj, dotychczas nieznany ludziom Zachodu.

### Poselstwo do Indii

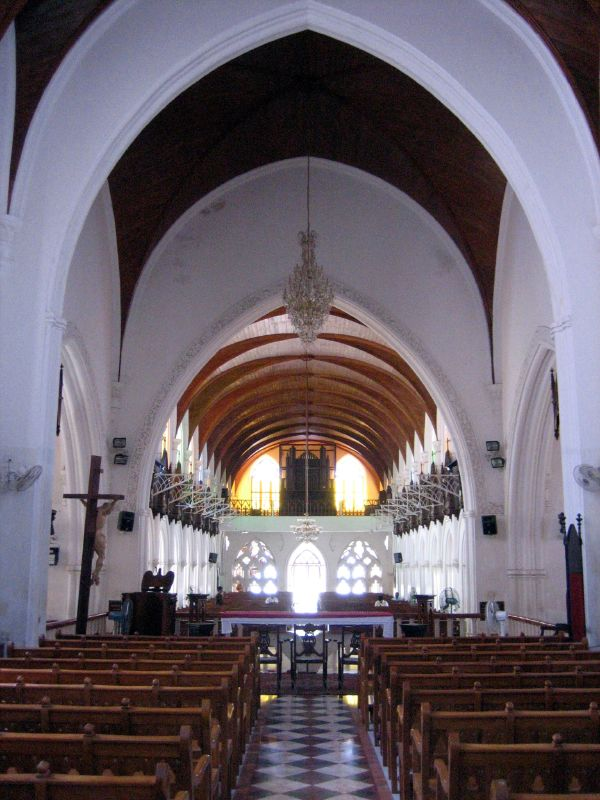
Bazylika św. Tomasza w Madrasie (widok współczesny). Grób świętego odwiedził też Marco podczas swojego pobytu w Indiach

Być może z powodu pogarszającej się sytuacji politycznej w Chinach i słabnięcia władzy Kubilaj-chana Marco poprosił wielkiego chana o zlecenie mu misji dyplomatycznej do Indii. Podczas tej podróży odwiedził i opisał nie tylko dzisiejsze Indie, ale i inne kraje leżące nad Oceanem Indyjskim.
Swoją relację dotyczącą misji rozpoczął od opisu konstrukcji statków, budowanych przez chińskich i arabskich projektantów, o wiele większych i doskonalszych od ówczesnych europejskich jednostek. Statki te były wyposażone m.in. w grodzie i wodoszczelne ładownie.
Podróżując morzem do Indii, Marco odwiedził Indonezję, gdzie opisał ludy pigmejskie i gdzie na Sumatrze, przez pięć miesięcy czekając na minięcie monsunu, usłyszał m.in. o miejscowych ludożercach. Następnie przez Cejlon, słynący z rubinów, dopłynął do Indii.
W Indiach podróżnik przybył najpierw do krainy Maabar (okolic dzisiejszego Madrasu). Jako kupca zainteresowały go metody połowu pereł, z których słynął Maabar. Poznał też zwyczaj sati, polegający na dobrowolnym samospaleniu żony na stosie po śmierci męża (po śmierci króla w Indiach w ogień rzucało się też wielu z jego świty). Dużo uwagi poświęcił też życiu religijnemu w Indiach. Odbył pielgrzymkę do grobu św. Tomasza Apostoła, którego pochowano w Madrasie (przy jego grobie zetknął się z kokosami, które nazywał orzechami faraona), opisał też jednak chodzących zupełnie nago joginów i po raz kolejny „bałwochwalców”, czyli buddystów.
Płynąc dalej na zachód, Marco dotarł w Indiach do Wybrzeża Malabarskiego, nękanego przez opisaną przez niego plagę piratów, następnie na Sokotrę i Zanzibar u wybrzeża Afryki, na którym był pierwszym Europejczykiem, który odwiedził wyspę, dwieście lat przed Vasco da Gamą.
W swojej relacji Marco pisze też o Wyspach Męskiej i Żeńskiej, na których mężczyźni i kobiety mieli żyć w odosobnieniu od siebie na dwóch różnych wyspach. Według Marco mężczyźni odwiedzali kobiety tylko na czas wiosny, przepływając dzielącą ich od ich wybranek odległość 30 mil, opowieść ta wydaje się jednak zapożyczona z mitycznych opowieści, pokrewnych legendom o Amazonkach.

## Powrót do domu
Z upływem czasu Niccolò, Maffeo i Marco Polo coraz usilniej dążyli do zwolnienia ze służby u wielkiego chana i powrotu do domu. Było to spowodowane coraz większymi problemami politycznymi imperium mongolskiego i podeszłym wiekiem Kubilaj-chana. W razie jego zgonu Marco, jego ojciec i stryj przestaliby być osobami uprzywilejowanymi w państwie i mogliby paść ofiarą walk między różnymi stronnictwami, co groziło im nawet śmiercią.

### Poselstwo z Persji
Okazja do wyjazdu nadarzyła się wreszcie wkrótce po powrocie Marco z Indii. Z również podbitego i rządzonego przez Mongołów królestwa Lewantu (czyli dzisiejszego Iranu) przybyło poselstwo od króla (ilchana) Arguna, syna bratanka Kubilaja, w którym ten prosił wielkiego chana o przysłanie mu księżniczki, która mogłaby zastąpić jego zmarłą żonę Bołganę (Bołgana na łożu śmierci wyraziła życzenie, aby po jej zgonie zastąpiła ją kobieta z jej linii). Kubilaj zgodził się posłać Argunowi 17-letnią księżniczkę Kokaczin, która spełniała te wymagania dotyczące pochodzenia. Kiedy jednak trzej perscy posłowie o imionach Ułataj, Abuska i Kodża wyruszyli z nią w drogę, szybko musieli zawrócić na dwór Kubilaja, ponieważ z powodu wybuchu wojny domowej w imperium drogi stały się nieprzejezdne.
Niccolò, Maffeo i Marco Polo dało to wreszcie upragnioną szansę wyjazdu. Ponieważ księżniczkę zamierzano zawieźć teraz do króla Arguna morzem, a Marco po wyprawie do Indii miał opinię doświadczonego żeglarza, perscy posłowie doszli do porozumienia z wenecjanami i wspólnie poprosili Kubilaj-chana o zgodę na wyjazd.

### Podróż z księżniczką Kokaczin

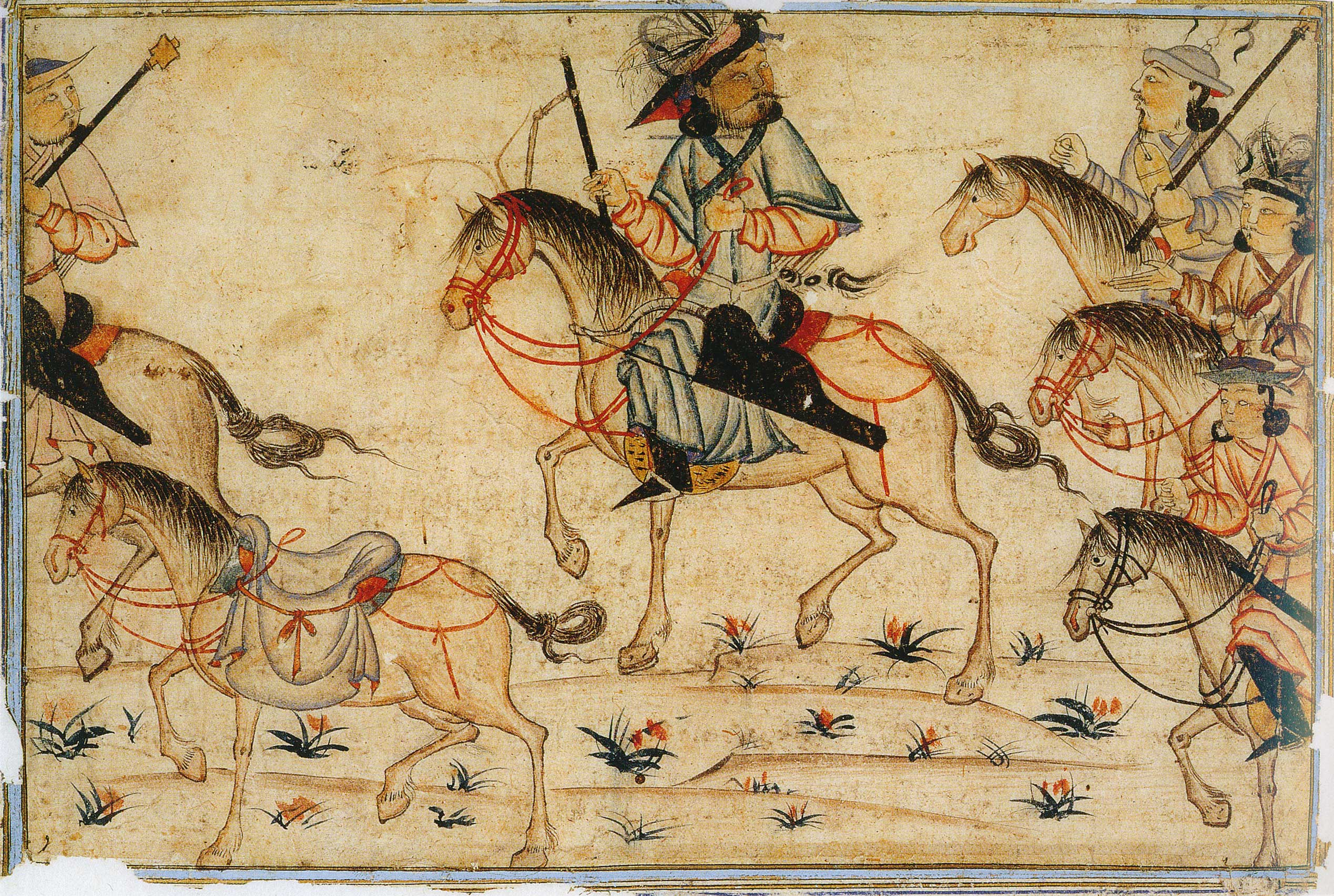
Podróżni na azjatyckim szlaku. Jeździec po prawej górnej stronie trzyma w ręku pajdzę na znak tego, że podróżni jadą z oficjalną misją od chana

Marco z towarzyszami wyruszyli w drogę powrotną w 1292 r. Kubilaj znowu dał im pajdze (jako gwarancje bezpieczeństwa), powierzył im również misje do papieża oraz królów Francji, Anglii, Hiszpanii i władców innych krajów. Ekspedycja składała się z 14 wielkich statków, wiozących 600 członków poselstwa, nie licząc marynarzy. Wypłynęła z Zaitonu (dzisiejsze Quanzhou) i po 18 miesiącach dotarła do perskiego portu Ormuz.
Podróż morzem do kraju króla Arguna, według ogólnikowego stwierdzenia Marco, musiała być bardzo dramatyczna: z ponad 600 osób towarzyszących księżniczce Kokaczin i członków załogi ocalało jedynie 18, w tym Marco, Niccolò i Maffeo, jeden perski poseł (Kodża) i sama księżniczka. Marco nie wyjaśnił, jakie były tego przyczyny – może większość załogi i członków orszaku zginęła z rąk piratów i wskutek sztormów.
Na miejscu okazało się, że król Argun już nie żyje, a nowym władcą był król Gajchatu. Księżniczkę w końcu wydano za Ghazana, syna Arguna. Niedługo potem (w 1296) Kokaczin zmarła; być może została otruta, padając ofiarą frakcyjnych walk w imperium Mongołów. Krótko przedtem (w 1294) zmarł też Kubilaj-chan, a jego następcą został wnuk Kubilaja, Timur.

### Znaczenie księżniczki Kokaczin dla badań nad Marco Polo
Zdaniem niektórych badaczy opis przewiezienia księżniczki Kokaczin do Persji jest koronnym dowodem na prawdziwość wspomnień Marco Polo. Wydarzenie to nie zostało opisane w oficjalnych kronikach dynastii Yuan (prawdopodobnie misję traktowano jako poufną), zachowały się jednak dyrektywy Kubilaja dotyczące przygotowania i aprowizacji tego poselstwa, przypadkiem odnalezione w XV-wiecznej chińskiej encyklopedii Yongle dadian. W dokumencie tym nie jest podany cel wyprawy i nie pada imię księżniczki, są jednak wymienione imiona trzech perskich posłów, te same, które podał Marco, i rok wysłania poselstwa (1290). Z innego natomiast źródła, kroniki perskiego historyka Raszida ad-Dina z przełomu XIII i XIV w., wiadomo natomiast, że w 1293 r. do Persji dopłynęło poselstwo od Kubilaja z księżniczką Kokaczin dla ilchana Arguna. Raszid ad-Din wymienia tylko Kodżę jako kierującego poselstwem (zgadzałoby się to z relacją Marco Polo, który napisał, że dwaj pozostali posłowie zginęli w drodze), potwierdza też inne szczegóły dotyczące planowanego małżeństwa, nigdzie jednak nie wspomina o Marco, jego ojcu i stryju. Zdaniem Igora de Rachewiltza chiński dokument, perska kronika i relacja Marco Polo układają się tu w logiczną całość i stanowią dowód prawdziwości opowieści Marco Polo.

### Z Persji do Wenecji

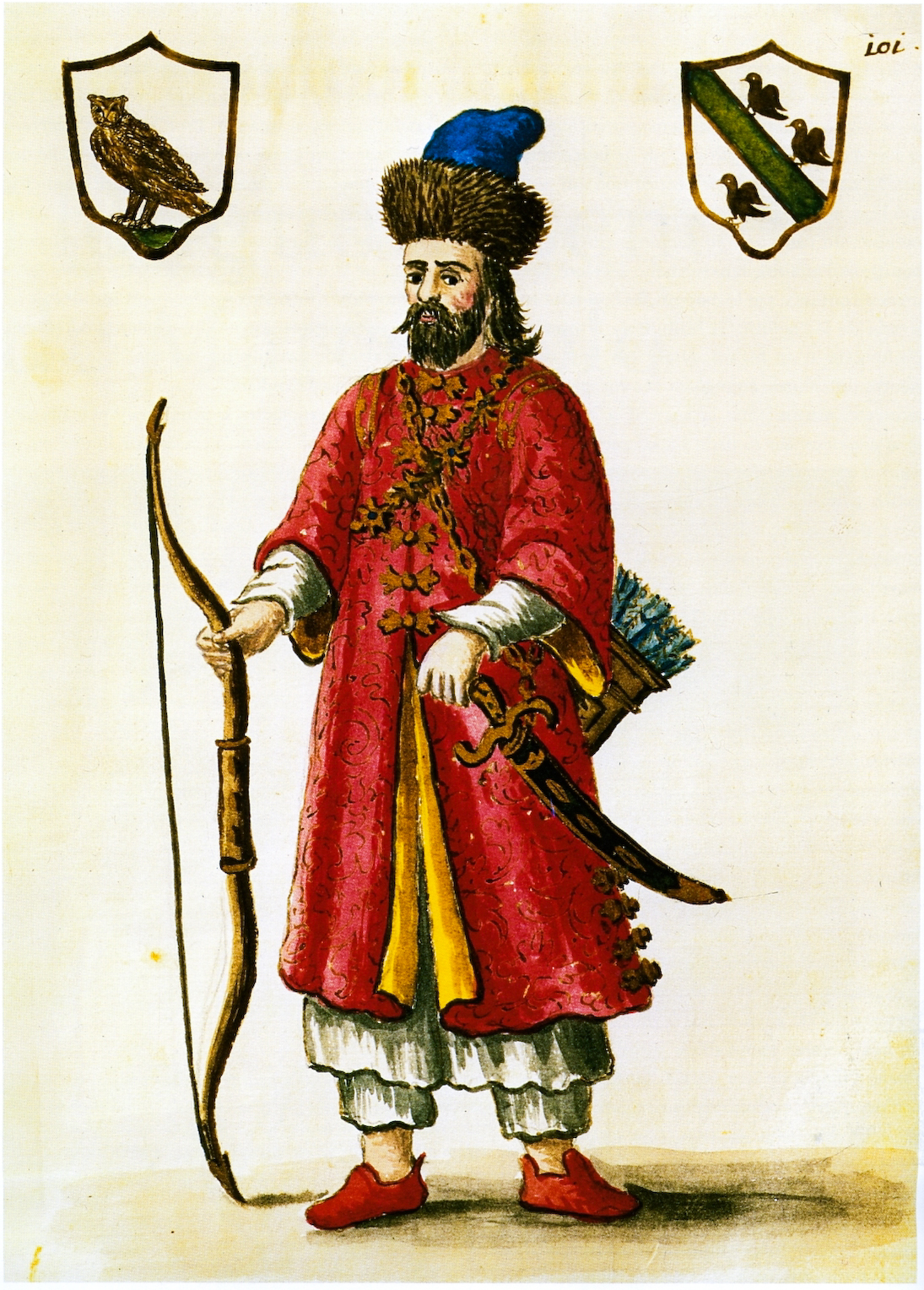
Marco Polo w stroju mongolskim – takim musieli go zobaczyć wenecjanie po powrocie z trwających 24 lata podróży

Po dziewięciu miesiącach pobytu na dworach Gajchatu i Kokaczin Marco z towarzyszami udali się w dalszą podróż do domu. W swoim opisie wędrówki Marco dużo uwagi poświęcił Rusi, jednak trasa ich nie prowadziła przez ten kraj, lecz przez ziemie dzisiejszych Iranu i Turcji do Trapezuntu nad Morzem Czarnym. Nie chroniła ich tam już pajdza i miejscowi notable zabrali im 4000 hyperpyronów – znaczną część majątku zdobytego w Chinach. Marco nie wspomniał o tym incydencie w swojej książce, wiadomo jednak o nim z późniejszego testamentu stryja Maffeo. Z Trapezuntu wenecjanie popłynęli do Konstantynopola, później na Negroponte (obecnie wyspa Eubea w Grecji) i wreszcie w 1295 r., po 24 latach spędzonych na obczyźnie, powrócili do Wenecji.

### Z powrotem w domu
Według dzieła weneckiego kronikarza Giambattisty Ramusia z 1559 r. swoim powrotem Niccolò, Maffeo i Marco Polo wywołali w ojczyźnie dużą sensację. W ich domu Casa Polo mieszkali teraz ich krewni, którzy początkowo nie poznali powracających podróżników. Ramusio powtarza kilka legend związanych z powrotem Marco i jego towarzyszy. Według jednej z nich inni patrycjusze z rodu Polo uznali ich za członków swojej rodziny dopiero wtedy, kiedy na uczcie podróżnicy rozcięli swoje kolorowe szaty, aby wysypać z nich mnóstwo ukrytych rubinów, szafirów i innych kamieni szlachetnych. Według innej legendy żona Maffeo nie znosiła jego mongolskiego ubrania i kiedyś oddała je włóczędze, nie wiedząc o zaszytych w ubraniu klejnotach (na szczęście na targu w Wenecji Maffeo spotkał włóczęgę i odzyskał kosztowności).

## Opisanie świata

### Bitwa pod Korčulą i uwięzienie Marco Polo
Pod koniec XIII wieku doszło do ponownego zaognienia ciągnących się od dawna konfliktów między Wenecją a Genuą, których przyczyną była walka o rynki zbytu. Kiedy między dwoma państwami wybuchła wojna, Marco Polo – jako jeden z zamożniejszych obywateli – wyposażył jedną galerę i w 1298 r., osobiście nią dowodząc, wziął udział w bitwie pod Korčulą u wybrzeża Dalmacji. Bitwa zakończyła się klęską Wenecjan, a Marco został wzięty do niewoli i uwięziony w Palazzo di San Giorgio w Genui.
Warunki uwięzienia nie były złe, znaczniejsi jeńcy (a do takich zaliczał się Marco) mieli dość dużą swobodę poruszania się po pałacu i rozmów z innymi więźniami i genueńczykami. Marco szybko zdobył sobie dużą popularność swoimi opowieściami o podróży do Chin. Przełomowym wydarzeniem w czasie jego pobytu w więzieniu stało się spotkanie z Rustichellem z Pizy, notariuszem i przede wszystkim autorem arturiańskich eposów, który również był więźniem genueńczyków. Pod koniec 1298 r. wspólnie postanowili spisać wspomnienia Marco o podróży do Chin.

### Spisanie wspomnień

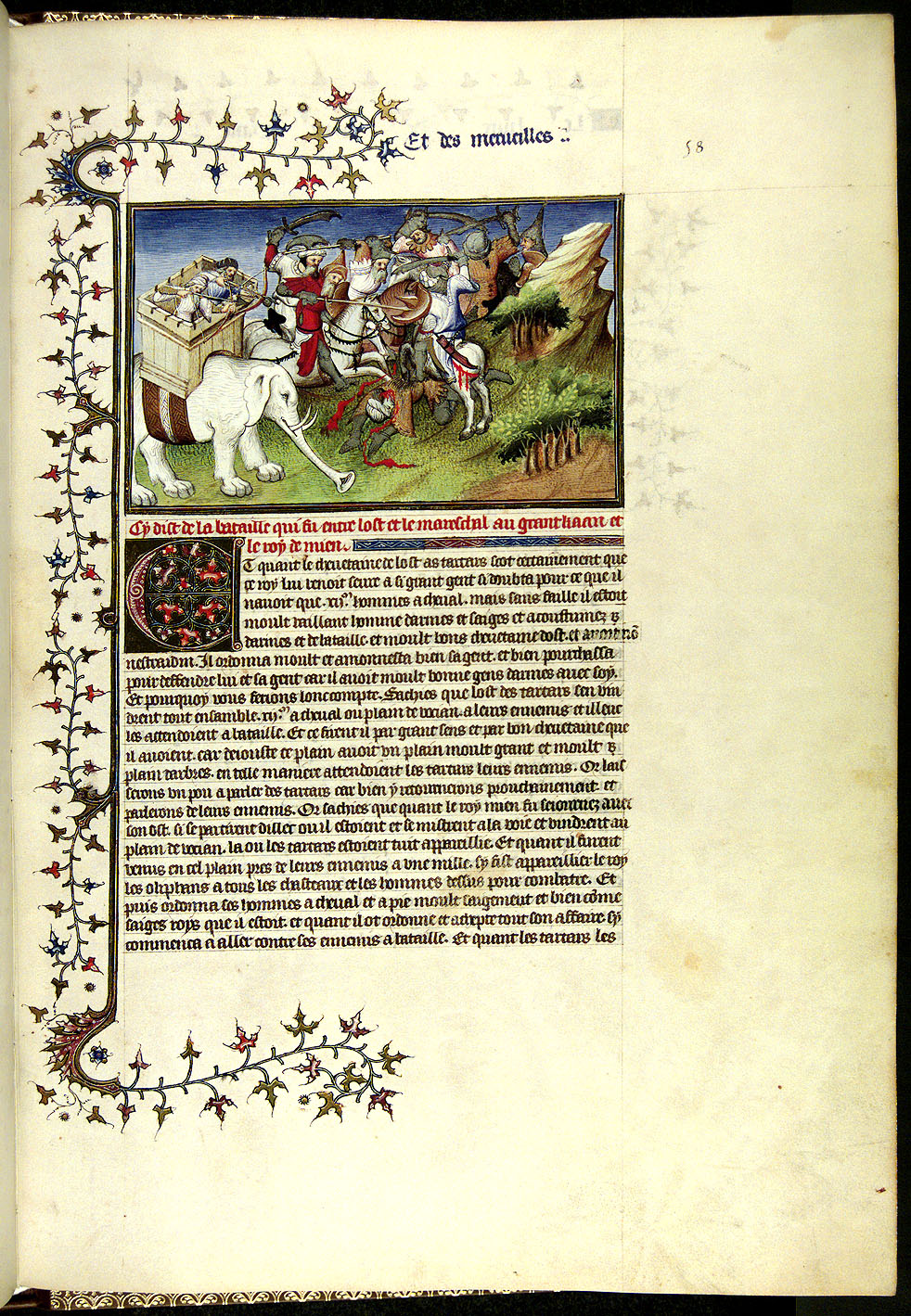
Strona z rękopisu dzieła Marco Polo

Opisanie świata zostało spisane ręką Rustichellego na podstawie opowiadań Marco, który dla odświeżenia pamięci posłał z więzienia do Wenecji po swoje notatki z podróży. Książka została napisana w dialekcie języka starofrancuskiego (langue d’oïl), którego Rustichello nie znał dobrze. Stąd dużo w niej błędów językowych i wiele wtrąceń słów włoskich. Pewne fragmenty są niejasne, narracja waha się też między pierwszą a trzecią osobą (Rustichello pisze czasami Marco pojechał, czasami ja pojechałem). Początek książki został niemal dosłownie przepisany przez Rustichella z jego własnego wcześniejszego dzieła Méliadus (zbioru romansów arturiańskich), zapożyczeń w książce jest też więcej, co później dało naukowcom do ręki argumenty kwestionujące prawdziwość opowieści Marco Polo.

### Różne wersje książki
Sytuację komplikuje dodatkowo fakt, że wspomnienia Marco Polo zostały spisane przed wynalezieniem druku i były rozprowadzane jako ręcznie przepisywane kopie, często różniące się od siebie (jeden z rękopisów był podobno nawet przykuty łańcuchem na moście Rialto w Wenecji, dostępny do publicznego wglądu). Książka była tłumaczona na inne języki i dialekty, np. wenecki, toskański, łacinę, tłumacze dokonywali w niej zmian z przyczyn obyczajowych lub religijnych, np. wykreślając odniesienia do życia seksualnego w Azji, lub wkładając w usta Marco słowa o „znienawidzonych” muzułmanach. Powoduje to trudności w ustaleniu brzmienia oryginału, niektóre ustępy książki przypuszczalnie w ogóle zaginęły. Trudności budzi też ustalenie chronologii wydarzeń – Marco w swoim dziele z reguły nie podawał dat.
Do dzisiaj zachowało się łącznie 119 rękopiśmiennych, wczesnych wersji relacji Marco Polo. Naukowcy podzielili je na dwie grupy – A i B, które stanowią przedmiot badań dla wydań krytycznych tekstu.
Pierwsze drukowane wydanie książki ukazało się w 1477 r. w Norymberdze. W 1577 r. opublikowano bardzo popularne włoskie wydanie wspomnień Marco, opracowane przez kronikarza Giambattistę Ramusia, który jako pierwszy próbował ustalić oryginalny tekst książki na podstawie XIV-wiecznych rękopisów.
W XIX i XX w. wielokrotnie próbowano dokonać edycji krytycznej tekstu. Wiele lat swojego życia na badania życia i dzieła Marco Polo poświęcił Henry Yule, który w 1866 r. wydał Cathay and the Way Thither. W latach 1913–1916 ukazało się rozszerzone 4-tomowe wydanie tej książki, uzupełnione przez Henriego Cordiera, zawierające tekst wspomnień Marco Polo i szczegółowe komentarze do nich. Inna edycja krytyczna to wydanie A.C. Moule’a i Paula Elliota z 1938.

### Tytuł książki.Il Milione
Przyjmuje się, że oryginalny tytuł wspólnego dzieła Marco Polo i Rustichellego brzmiał Le divisament dou monde i tak też brzmi on przetłumaczony na język polski – Opisanie świata. Później rozpowszechnił się tytuł De mirabilibus mundi, skąd tytuł dzieła we współczesnym języku francuskim: Livres de merveilles. Od czasów średniowiecznych wspomnienia Marco były jednak wydawane pod różnymi tytułami, a jednym z najbardziej popularnych jest Il Milione, czyli milion, słowo którym nazywano też samego Marco. Tytuł ten można zinterpretować jako odzwierciedlający przepych i wspaniałość chińskiej cywilizacji, które ówczesnym Europejczykom wydawały się niewiarygodne (niektórzy posuwali się do złośliwego stwierdzenia, że dzieło Marco to „milion kłamstw”); możliwe też jednak, że pochodzi on od zniekształconego przezwiska Marco, którym nazywała go rodzina – Oemilione (wielki Emil).

### Inspiracje

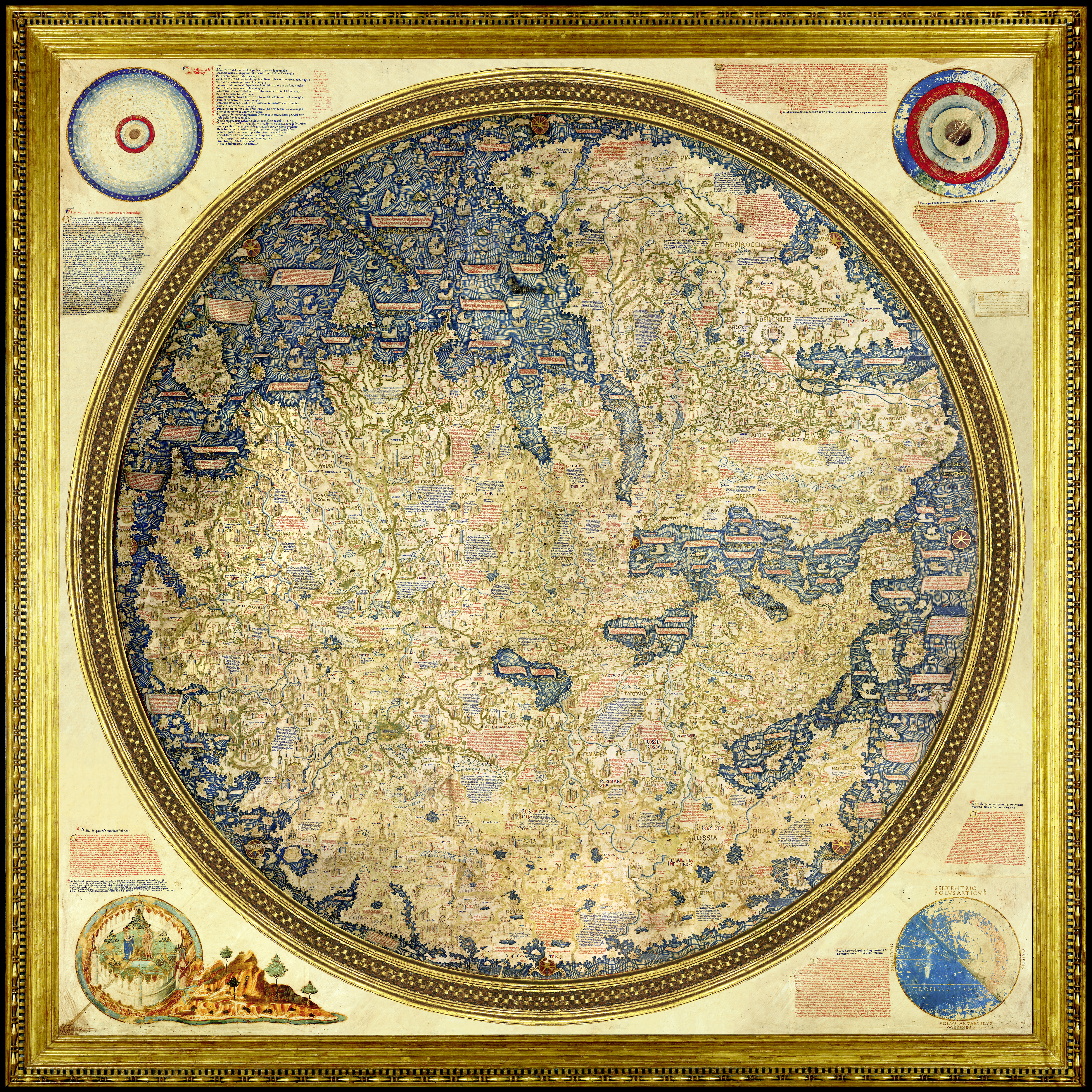
Mapa Fra Mauro odwrócona zgodnie ze współczesnym postrzeganiem kierunków północ-południe.

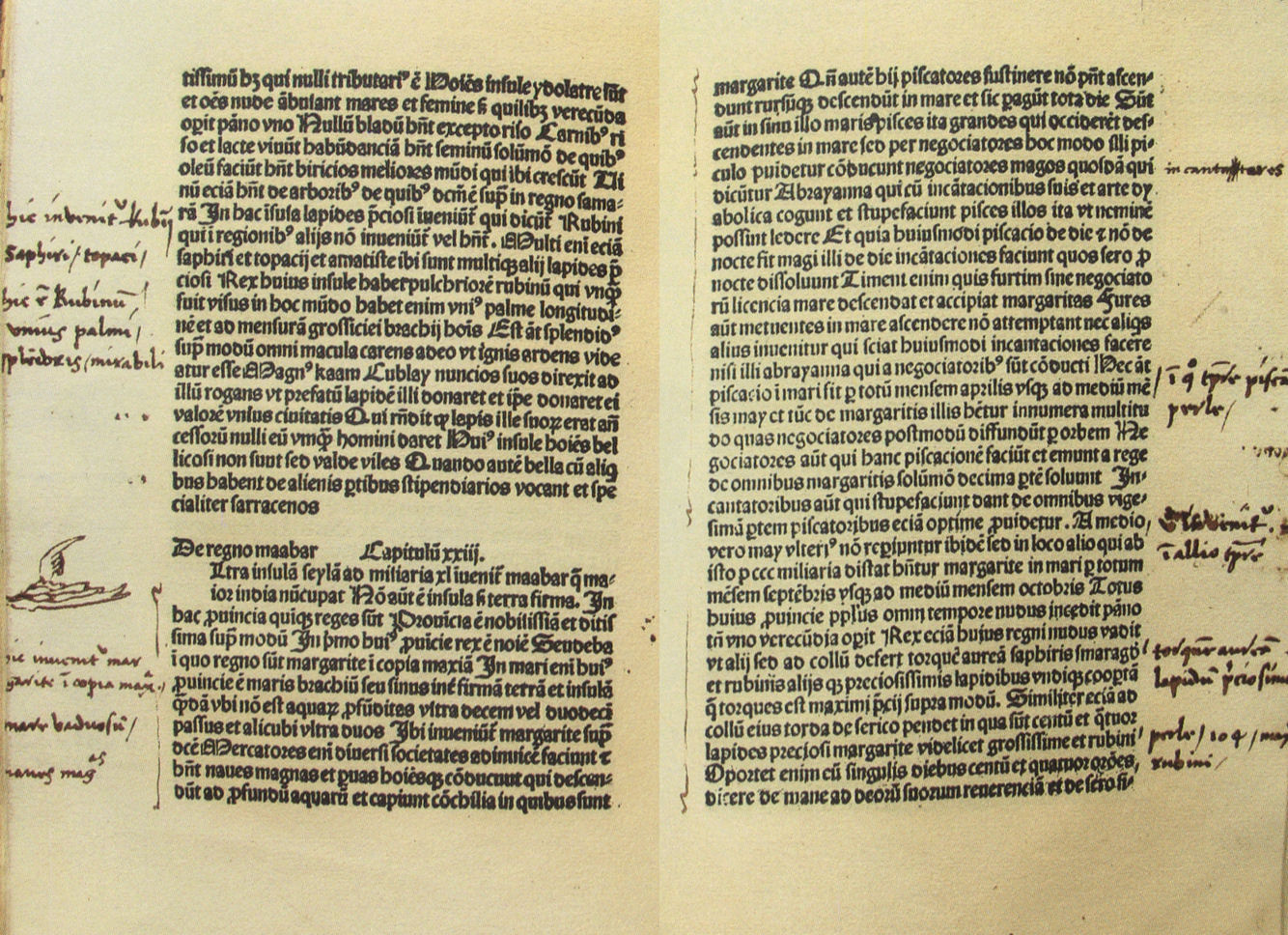
Odręczne notatki Krzysztofa Kolumba na egzemplarzu Opisania świata

Dzieło Marco Polo było źródłem inspiracji dla wielu późniejszych podróżników i geografów. Już pod koniec XIV wieku z jego książki czerpali wiedzę o dalekich krajach żydowscy kartografowie z Majorki, opracowujący mapy żeglarskie (tzw. portolany). Odkrycia Marco Polo uwzględnił też Fra Mauro na opracowanej przez siebie najsłynniejszej XV-wiecznej mapie świata z 1459 r.
Egzemplarz książki Marco Polo miał też z sobą Krzysztof Kolumb podczas swoich czterech podróży do Ameryki. Na marginesach książki zachowały się adnotacje Kolumba, który miał nadzieję, że z jej pomocą dopłynie do Chin i Indii. Wspomnienia Marco zainspirowały również Antonia Pigafettę, oficjalnego kronikarza wyprawy Ferdynanda Magellana, do napisania relacji z rejsu dokoła świata, w którym uczestniczył.

## Schyłek życia i uwolnienie
W 1299 r. Republika Wenecka i Republika Genui zawarły pokój i Marco mógł wrócić do domu. Zamieszkał w nowym pałacu w dzielnicy San Giovanni Cristostomo, który rodzina kupiła podczas jego pobytu w niewoli, być może za rubiny i szafiry przywiezione ze Wschodu. W 1300 r. ożenił się z Donatą Badoer z bogatego kupieckiego rodu, która urodziła mu trzy córki – Fantinę, Bellelę i Moretę. Wcześniej (przed 1300) zmarł jego ojciec Niccolò, któremu Marco wystawił nagrobek – sarkofag w kościele San Lorenzo w Wenecji. W 1310 r. zmarł stryj Maffeo, po śmierci również przyrodniego brata Marco stał się dziedzicem fortuny rodu Polo, ciągle powiększając swój majątek. Do końca życia opowiadał też o swoich podróżach. Kiedy sceptyczni przyjaciele prosili go, już starego i schorowanego, aby poprawił swoją książkę i odwołał wszystko, co nie było prawdą, odpowiedział: Przyjaciele, nie zapisałem nawet połowy rzeczy, które widziałem.
Marco Polo zmarł w Wenecji między zachodem słońca 8 stycznia a zachodem 9 stycznia 1324, sporządziwszy kilka godzin wcześniej szczegółowy testament. Wśród rzeczy, które pozostawił, były też pamiątki z przeszłości: złota tabliczka (pajdza) od Kubilaj-chana, buddyjska mala z drewna bukszpanowego (świadectwo poszukiwań duchowych Marco), boktak (mongolskie przybranie głowy, być może otrzymane od księżniczki Kokaczin).

## Kontrowersje dotyczące pobytu w Chinach
Wątpliwości co do autentyczności opowieści Marco pojawiały się od samego początku, od kiedy po 24 latach nieobecności powrócił do Wenecji. Popularny tytuł jego książki Il Milione (milion) prawdopodobnie pochodził od przydomka, jakim wenecjanie określali samego Marco. Jego relacje o pełnym przepychu życiu na dworze wielkiego chana, pełnych wspaniałości miastach Chin i innych krajach sprawiły, że dużo jego współczesnych zarzucało mu przesadę i zmyślanie niewiarygodnych historii. Podobno jeszcze za życia Marco Polo biegały za nim dzieci, wołając: Panie Marco, opowiedz nam więcej kłamstw!.
Pierwsze próby naukowej weryfikacji prawdziwości relacji Marco Polo podjęto w XIX wieku. W ówczesnych latach 60. francuski językoznawca M. G. Pauthier porównał książkę Marco z mongolskimi i chińskimi kronikami i stwierdził duże podobieństwa między nimi. Podróże Marco zostały gruntownie przeanalizowane również przez Henry’ego Yule’a, który wyniki swoich badań opublikował w 1866 r. we wspomnianym już wydaniu krytycznym książki, uznając Marco Polo za największego podróżnika wszech czasów (wydanie rozszerzone i uzupełnione przez Henriego Cordiera opublikowano w latach 1913–1916).
Pomimo to prawdziwość opowieści Marco Polo jest kwestionowana do dzisiaj, a jedną z ostatnich pozycji zaprzeczających podróży Marco do Chin jest praca brytyjskiej badaczki Frances Wood pod tytułem Did Marco Polo Go to China?, wydana w 1995 r., w której twierdzi ona, że Marco nigdy nie pojechał dalej niż do Konstantynopola. Opinii tej nie podzielają inni badacze, m.in. Igor de Rachewiltz, autor wspomnianego artykułu, w którym przedstawił odpowiedź na zarzuty Frances Wood. Za autentycznością książki wenecjanina opowiada się też Laurence Bergreen, autor biografii Marco Polo – od Wenecji do Xanadu.
W poniższej tabeli przedstawiono główne argumenty badaczy sceptycznych wobec opowieści Marco i uznających ich prawdziwość.
| Argumenty sceptyków (za Frances Wood) | Kontrargumenty uznających prawdziwość relacji Marco Polo (za Igorem de Rachewiltzem i Laurence’em Bergreenem) |
| --- | --- |
| Jeśli Marco Polo był, jak twierdzi, tak ważną figurą na dworze wielkiego chana, dlaczego żadne chińskie źródła nie wspominają o nim? | Relację Marco Polo pośrednio potwierdzają chiński dokument i perska kronika, dotyczące wysłania poselstwa z księżniczką Kokaczin do Persji (patrz wyżej punkt 6.3). Poza tym Marco mógł być wspomniany pod imieniem chińskim lub mongolskim, pod którym nie jesteśmy w stanie go rozpoznać. |
| Marco Polo prawdopodobnie napisał swoją książkę na podstawie perskich przewodników. Wskazują na to perskie nazwy miejscowości używane w jego relacji.                                                                                              | W ówczesnej Persji nie istniały żadne przewodniki po Chinach. Perski był jednym z języków powszechnie używanych na dworze Kubilaj-chana i stąd Marco używa tych nazw. |
| Gdyby Marco rzeczywiście dotarł do Chin, na pewno wspomniałby o Wielkim Murze. | Wielki Mur w obecnym kształcie w czasach Marco Polo jeszcze nie istniał. Został dokończony za panowania dynastii Ming (1368–1644), a sami chińscy kartografowie wspomnieli o nim dopiero w 1579 r.                                                                                          |
| Marco nic nie pisze o chińskim piśmie, które przecież bardzo różniło się od pisma europejskiego. Nie zauważył też, że Chińczycy w tamtych czasach już wynaleźli druk.                                                                              | To prawda, że Marco niewiele uwagi poświęca książkom w Chinach, ale w jego relacji można znaleźć wzmianki o nich, np. kiedy pisze o chińskich astrologach konsultujących swoją wiedzę z uczonymi księgami.                                                                                  |
| Marco nie pisze o zwyczaju picia herbaty, tak rozpowszechnionym w Chinach. | Mongołowie pili przede wszystkim kumys, nie herbatę. Poza tym, będąc na południu Chin opisał rośliny, które niektórzy badacze uważają za Camellia sinensis (assamica) – herbatę assamską.                                                                                                   |
| W dziele Marco Polo brak opisu krępowania stóp kobiet, zwyczaju powszechnego w Chinach od starożytności do czasów współczesnych. | Kobiety, które miały skrępowane stopy, przebywały w domach i nie wychodziły na ulice, dlatego Marco nie zauważał ich. |
| Marco szczegółowo opisał oblężenie przez Mongołów miasta Xiangyang, w którym rzekomo brał udział razem z ojcem i stryjem. Nie jest to możliwe, ponieważ miasto to zdobyto w 1273 r., na rok przed przybyciem Niccolò, Maffeo i Marco Polo do Chin. | Fragment ten jest rzeczywiście niewiarygodny. Być może został dodany przez Rustichella dla ubarwienia opowieści. |
| Nie jest prawdą, jak się często sądzi, że Marco Polo przywiózł z Chin makaron. Był on znany już w starożytnych Grecji i Rzymie. | To prawda, ale Marco Polo nigdzie nie twierdzi w swoim dziele, że Europejczycy zawdzięczają mu makaron. Przywiezienie makaronu przez Marco jest legendą z późniejszych czasów. |

Powyższa tabela nie jest wyczerpująca. Argumentów za i przeciw autentyczności podróży Marco Polo jest o wiele więcej. Zwolennicy tezy o prawdziwości podróży wskazują np. na fakt przywiezienia przez Marco z podróży mongolskiego sługi Piotra, który pozostał z nim do końca życia i który jest wymieniony w jego testamencie. Sceptycy odpowiadają, że Marco mógł przywieźć go z innych regionów Europy, niekoniecznie z Chin.
W testamencie jest też wymieniona pajdza, którą Marco zachował do końca życia. Według sceptyków Marco nie musiał jej otrzymać od wielkiego chana. Być może była to pajdza przywieziona przez jego ojca lub stryja z ich pierwszej podróży.
Badacze opowiadający się za autentycznością relacji Marco Polo wskazują, że Marco Polo był pierwszym Europejczykiem, który opisał Japonię i nieudaną inwazję mongolską na ten kraj. Chociaż przeoczył wiele elementów chińskiej kultury materialnej i duchowej, co zarzuca mu Frances Wood, był też pierwszym, który przekazał informacje o wielu innych jej artefaktach, na przykład wykorzystaniu węgla do opalania mieszkań, papierowym pieniądzu, Wielkim Kanale łączącym Pekin z Hangzhou, czy pekińskim moście dokładnie opisanym przez Wenecjanina.
Sytuację komplikuje dodatkowo fakt, że nawet jeśli uzna się zasadniczą prawdziwość relacji Marco Polo, należy zgodzić się ze zdaniem, że wiele opisów w niej się znajdujących jest przesadzonych a liczby są wyolbrzymione, a niektóre twierdzenia Marco jawnie nie mają nic wspólnego z rzeczywistością (jego udział w oblężeniu Xiangyang, opowieść o Wyspach Męskiej i Żeńskiej). Zafałszowania te są być może skutkiem ubarwiania narracji przez Rustichella, być może też przez samego podróżnika.
Na obecnym etapie badań definitywne rozstrzygnięcie kwestii autentyczności wspomnień Marco Polo nie jest więc możliwe.

## Miejsce urodzenia Marco Polo

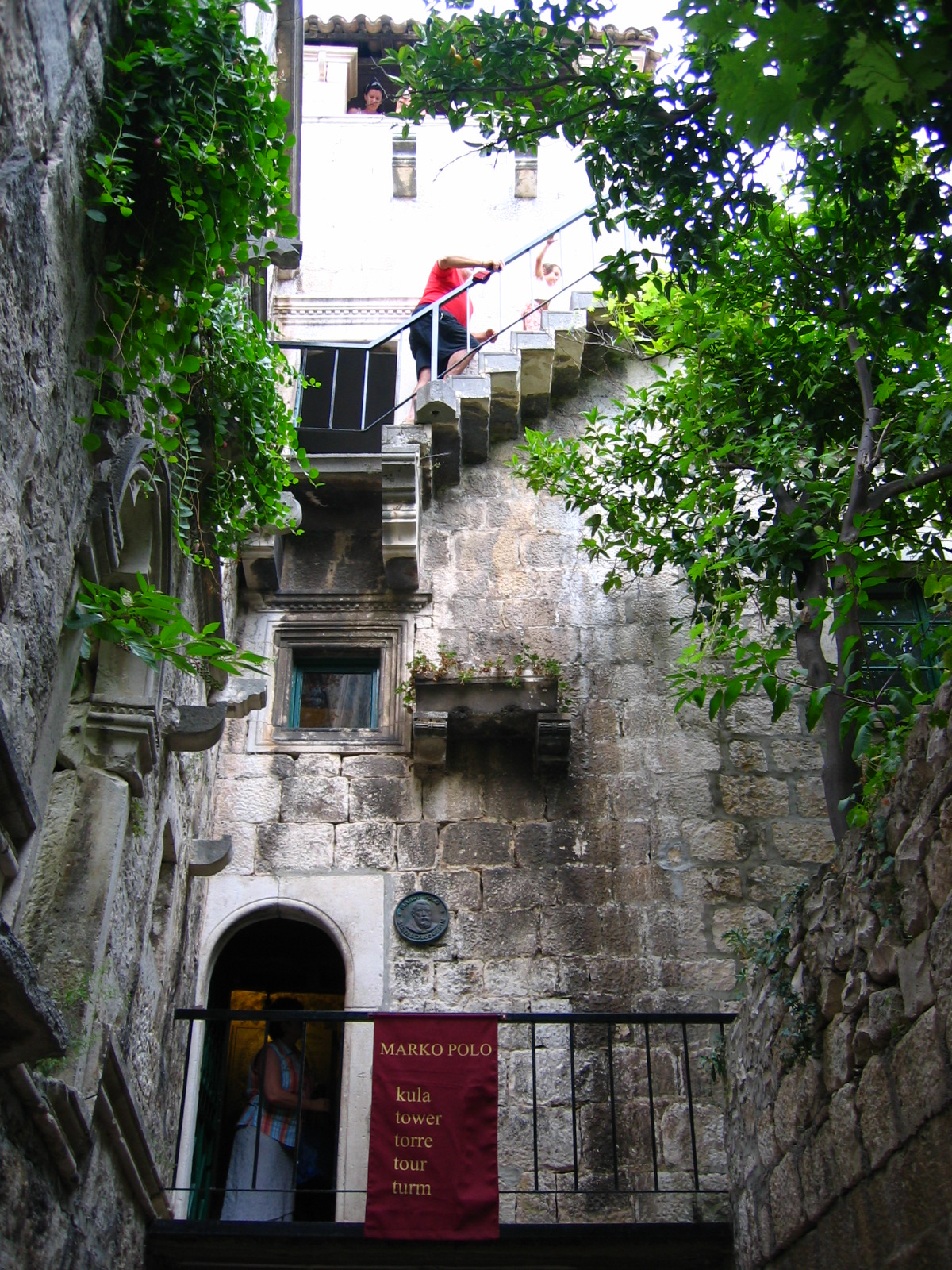
Dom na Korčuli, w którym miał urodzić się Marco Polo (według większości badaczy przyszedł na świat w Wenecji)

Według niektórych naukowców (zwłaszcza chorwackich) Marco Polo urodził się na wyspie Curzoli (dzisiejszej Korčuli) w Dalmacji (obecnie w Chorwacji), która w jego czasach należała do Wenecji. W Korčuli do dzisiaj stoi dom, w którym podróżnik rzekomo przyszedł na świat. Większość badaczy przyjmuje jednak jako miejsce urodzenia Marco Polo Wenecję. Niektórzy historycy przypuszczają, że rodzina Polo przybyła do Wenecji w 1033 r. z dalmatyńskiego Szybeniku, nazwisko Polo jako kupców, właścicieli ziemi i kopalni soli pojawia się jednak w księgach miejskich Wenecji już od 971.